# 陣風戰鬥機

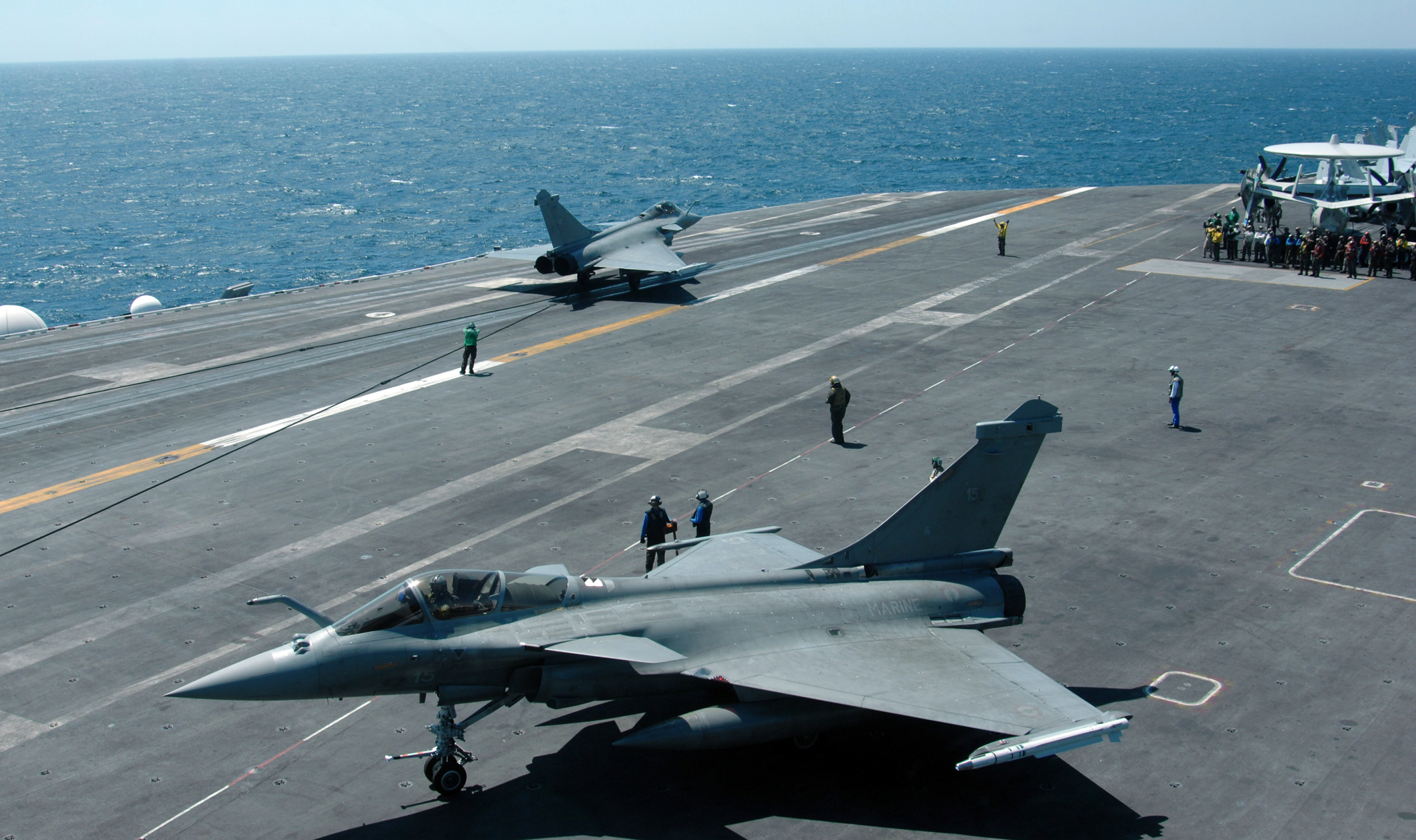
兩架疾風M型在美國海軍航母杜魯門號航空母艦CVN-75號上—2008

飆風戰鬥機（中文又譯做：疾風或音譯為拉斐爾）是法國達索飛機公司開發和建造的双引擎、三角翼、高灵活性的中型多用途戰機。在1970年代，法國空軍及海軍尋求新戰機作為後繼機種。為省減成本，起初法國嘗試加入歐洲戰機計劃與其他國家共同研發，但因對戰機功能要求差別過大，最終法國決定獨立研發。最後由達梭航太研發出Rafale的原型，其航電及氣動外形優化其在制空戰機的角色。

## 背景
1970年代中期，法國空軍開始考慮即將在未來20年之內需要被取代的現役機種而提出戰術作戰飛機（Avion de Combat Tactique - ACT / Tactical Combat Aircraft）計畫，同時法國海軍也提出他們的海軍作戰飛機（Avion de Combat Marine - ACM / Naval Combat Aircraft）計畫來取代當時的F-8艦載戰鬥機。由於這兩個計畫有許多相同的需求，法國海空軍同意將兩個計畫合併為試驗作戰飛機（Avion de Combat Experimental - ACX / Experimental Combat Aircraft）計畫，以研發後繼機種。
適逢意大利、西班牙、西德、英國也正研究共同研發歐洲戰机，法國曾考慮加入，但法國傾向設計出約9噸的戰機，但其他國家傾向大於10噸以上的設計，法國最後在1985年決定退出。
早在法國決定退出前的1982年6月，法國的達索公司已宣布正在研發幻影2000的後繼戰機，在1983年4月13日，法國給達梭公司一紙建造兩架技術展示機的合約，其後修改為一架。法國軍方對新戰機的要求是有空戰及對地攻擊功能，而且能全天候執行任務。
1985年末，法国展示了阵风A技术展示机原型，1986年7月4日阵风机首次试飞。当时为阵风设计的斯奈克玛M88发动机的发展工作还被认为没有完全成熟，无法进行安全试飞（不过该发动机在发展过程中其进展往往被说得比实际的发展程度差），因此试飞时使用的是F/A-18黃蜂式戰鬥攻擊機使用的美国通用电气公司的F404-GE-400补燃涡扇发动机。展示机的性能给法国国防部留下了很好的印象，因此法国国防部从1988年决定訂购陣風戰鬥機。
同时试验机继续进行测试，包括在航空母舰上落点和立即起飞，以及试验早期的M88引擎。1994年阵风A机退伍。虽然阵风A机与颱風戰鬥機性能和技术类似，但是1994年3月颱風戰鬥機首飞时阵风A已经拥有三年的试飞经验，包括航空母舰试验。（阵风C01於1991年5月首飞、阵风M01於1991年12月首飞、阵风B01於1993年4月首飞。）
最早生产的阵风战斗机型号为：
- 阵风C型，法国空军的单座战斗机
- 阵风B型，法国空军的双座战斗机
- 阵风M型，法国海军的单座战斗机

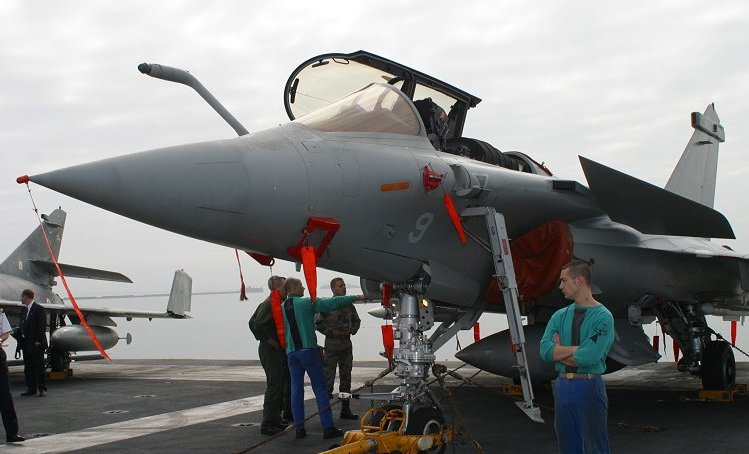
阵风M型

阵风C型的原型机於1991年首飞，阵风M型的第一架原型机於同年稍后首飞，阵风B型的原型机於1993年初首飞，第二架M型原型机於同年稍后首飞。起飞装置试验是於1992年7月13日至8月23日间在美国新澤西州雷克郝斯特海军航空站以及在马里兰州进行。原因是因为法国没有这样的测试装置。真正的航空母舰试验是在福煦号航空母舰上进行的。

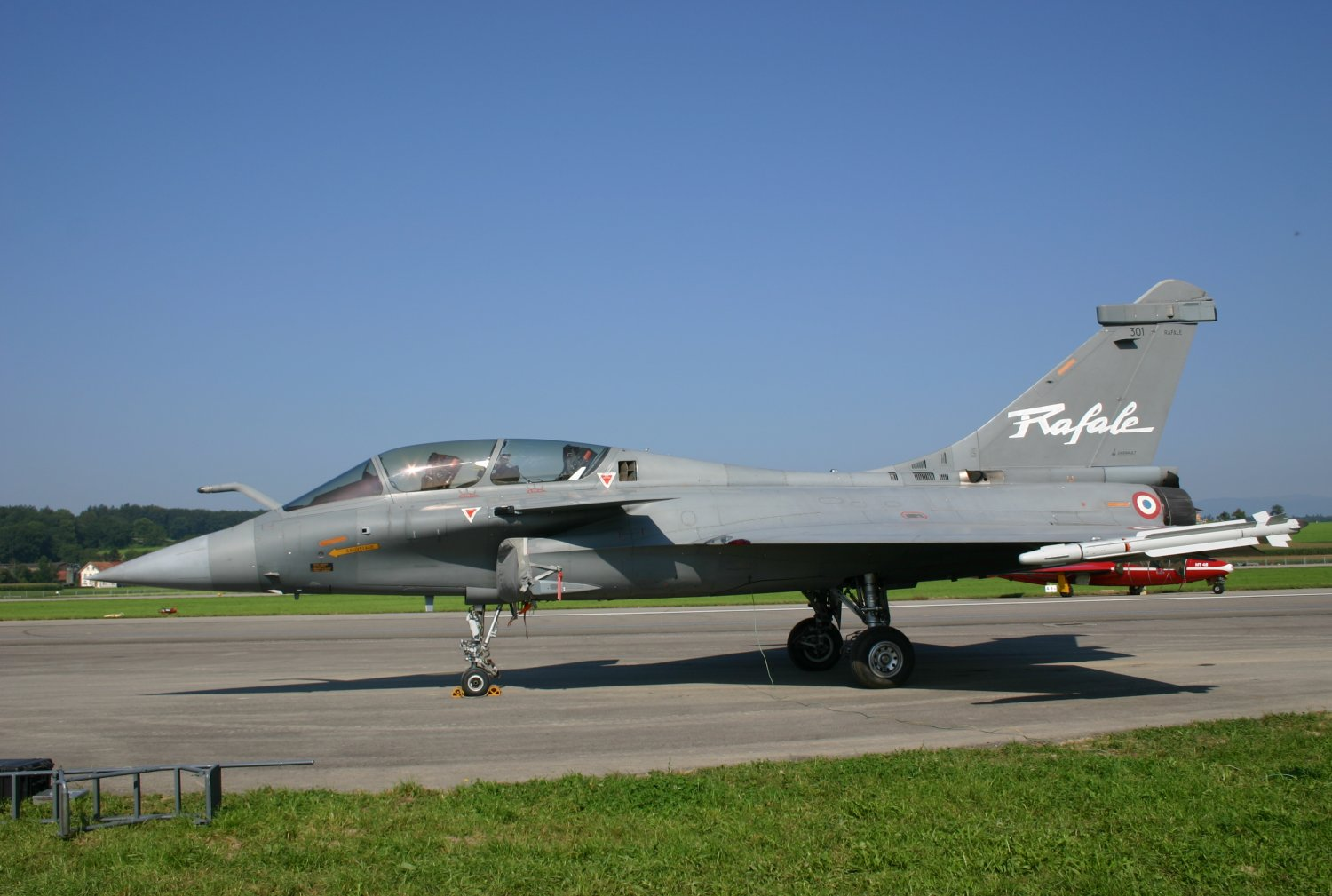
疾風B計劃為雙座教練機，但海灣戰爭和科索沃戰爭證明在攻擊和偵查任務中第二飛行員有極高價值，因此法國防部購更多的疾風B。

一开始阵风B型计划为教练机，但是海湾战争和科索沃中發現第二名飛行員在攻击和侦查任务中俱有极高的重要性，因此法国国防部定购了更多的阵风B型战斗机。有鑒於此，原本没有定购双座战斗机的法国海军也考虑過訂購双座战斗机，但后来还是放弃了这个计划。
出於政治和经济上的不确定性，直到1999年阵风M型的正式成品机才首飞。
由于要取代的海军飞机比较老，因此海军机型的优先度比较高，尤其是F-8是50多年前设计的。从2001年开始阵风战斗机开始交货。2000年12月4日正式启用，但是实际上第一队是在2001年5月21日正式完成的。2002年该部队入驻戴高樂號航空母艦，进行训练和演习，包括为在阿富汗的持久自由行动提供有限的护航和支援空中加油。2004年6月25日完成完全战斗准备。
2004年12月末法国空军获得了最早的三架阵风B型。它们被驻扎在蒙德马桑的空军基地进行战术研究和飞行员训练。2006年第一支空军飞行员队在圣戴泽尔组成。由于交货延迟使得这支飞行队的组成也被拖延。

## 發展歷程

### 初步研究（1972-1976年）
在展開Mirage 2000的研發計畫後，法國空軍和海軍開始思考在1990年代末期服役的戰鬥機規格，同時期的英國皇家空軍亦有類似思考。
在1970年代中期，法國空軍和海軍與美國和蘇聯的新一代戰鬥機（美國的F-15、F-16、F/A-18，蘇聯的MiG-29和Su-27）相比，法國空軍的機隊似乎已經過時了，法國空軍並表示有意購買新一代多用途戰鬥機。法國對此展開研究，飛機製造商Marcel Dassault-Breguet（AMD-BA，現為達梭航太）對此也進行了評估，代表工程師Bruno Revellin-Falcoz，他是其設計辦公室的軍事部門負責人。發動機製造商斯奈克瑪則啟動新一代軍用發動機的可行性研究。

## 生產
Rafale的製造非常創新，因為：
- 大量使用（大於30％）高科技複合材料，例如碳纖維、鈦、克維拉纖維（雷達罩、機翼/機身連接整流罩和尾翼）和鋁鋰合金。
- 達索CATIA工具使用計算機輔助技術（計算機輔助製造（CAD）和計算機輔助製造（CAM）聯合運用），它將成為該領域的全球領導者。CATIA的使用使緊固件的使用數量減少到3000。
- 應有的一切的集中化或應有的一切的離域化。
- 使用數位化模型，使得達梭成為第一家製造沒有實體模型飛機的飛機製造商。
- 使用由原子能和替代能源委員會（CEA）[5](SPF/DB) 開發的焊接相關工藝，可以在單個成形焊接操作中獲得由多個零件組成的零件的肋狀零件或蜂窩結構薄板。

由於達梭預期生產速度可能會很低，也為了確保出口訂單（除了法國軍隊的特殊需求）而加快生產，因此從計畫開始時就決定與原型，以合理化其生產並將其帶入數位化時代：每個AMD-BA（現今達梭）站點都被分配了一個生產任務，以擁有有效的生產流程。
- 達梭Argenteuil工廠：部分機體結構，例如塗料，鋁框架和結構件，從機身的管道和裝配線到分包商直接在其內部工作的佈線專職工廠，檢查結構的密封性。該工廠還擁有一個化學加工車間。
- GMA Seclin工廠：重要結構的一部分，例如框架、樑。
- 達梭Martignas工廠：機翼。
- 達梭比亞里茨（Dassault Biarritz）工廠：機翼和散熱片，以及複合材料中的350個零組件。
- Martignas工廠：使用比亞里茲廠生產（Biarritz）的面板，通過機器人進行組裝，這是機翼航空歷史上的第一次。
- GMA普瓦捷工廠：座艙罩和鴨翼，以及SPF / DB生產的零件。
- 斯奈克瑪Evry-Corbeil工廠：M88發動機零件。
- 斯奈克瑪Villaroche工廠：M88發動機的組裝和測試。
- 湯姆森·佩薩克工廠：RBE2雷達和其他系統。
- 達梭Argonay工廠：電動飛行控制和伺服控制。達索仍然是世界上唯一根據馬塞爾·達梭的意願建立自己的飛行控制裝置的飛機製造商。
- 達梭梅里尼亞克工廠：達梭、斯奈克瑪和湯姆森工廠生產的子裝配的總裝線以及其他500個分包商提供的設備。

## 設計

### 氣動佈局

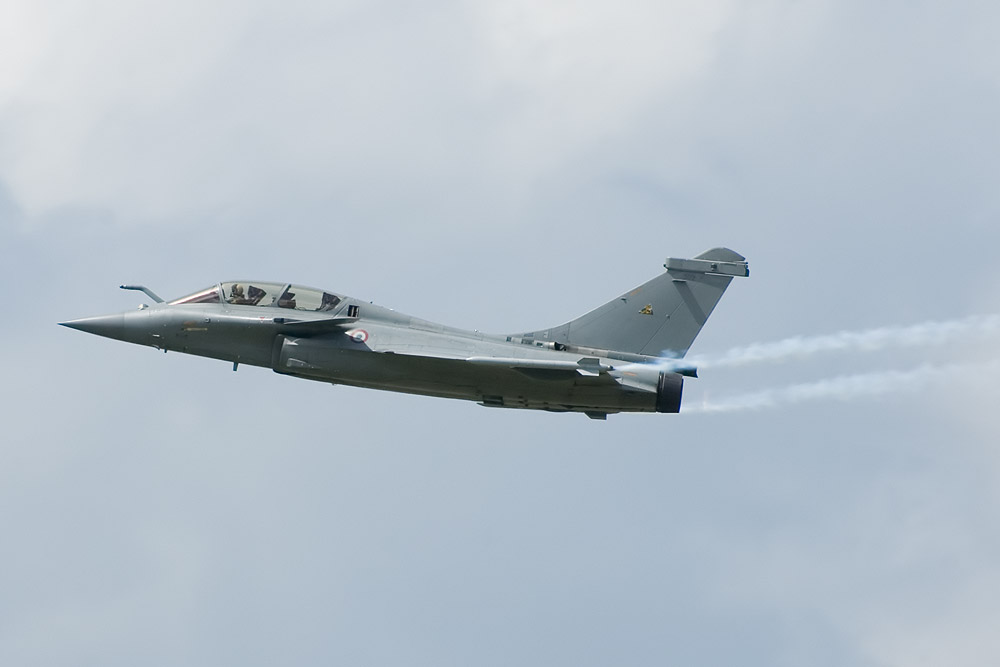
航空展中的Rafale B

Rafale採用三角翼配合近耦合前翼（主動整合式前翼），以及先天不穩定氣動佈局，以達到高機動性（敏捷性），又同時保持飛行隱定，可作出+9g、-3.6g的機動，在2019年Rafale單機性能展示中，Rafale中達到了11 g的負載係數。
陣風有著非常出色的低速可控性，藉著前翼導引氣流下行經主翼，減少渦流，使降落速度可低至115節（213km/h），根據內部資料（Les essais en vol du Rafale），Rafale的最低速限制設定在100節(190km/h)，但偶爾也會在航空展中展示出80節（150km/h）的低速飛行，最低降落速度為115節（213km/h），這對航艦起降非常重要，Rafale也可以在400公尺長的跑道操作，模擬結果更顯示，Rafale可以在滑跳式甲板的航母起飛（STOBAR）。
三角翼配合近耦合前翼可以在低速（起飛、降落）至穿音速（超音速巡航）增加升力，這提高了在低速至穿音速時的機動性，也有利於超音速巡航，增加彈藥、燃油攜載量。

### 雷達回波的降低

疾風戰機在不同部位使用物料的種類及分佈。

疾風戰機的原有設計並不是真正、全面的匿蹤戰機，但相比原型機已加入不少降低雷達反射截面積及紅外線的設計，包括廣泛地使用複合材料，縮細尾翼大小，修改機身外形，在主翼及鴨翼的後緣成鋸齒狀，在座艙艙蓋鍍上導電層等。
疾風機內整合了一套綜合電子戰系統Thales SPECTRA，由泰雷茲公司和法國歐洲宇航防務集團為疾風戰機聯合研發，是一套高度整合與自動化的系統，讓戰機在面對空中或地面的威脅也能有極高的存活率。其實時的數據傳送系統能與其他戰機、固定甚至流動的指揮控制中心交換實時資訊。 該系統擁有以軟體為基礎的虛擬隱身功能，其原理並無公開，但相信是類似以機上的雷達產生一反相的雷達訊號，使其與真正的雷達回波互相抵消，減低雷達回波強度，達至到隱形戰機減小雷達截面面積（Radar cross-section, RCS）的效果。

### 駕駛艙
疾風戰機的座艙設計以資訊融合為設計原則，中央電腦會將資料選擇並排序後顯示，以簡化控制所需的指令，加上語音直接輸入控制，進一步簡化了操控並減輕機師的工作負擔，基於安全考慮，涉及安全的操作不會由直接語音輸入控制，例如發射武器。
疾風戰機的駕駛艙內有多樣的顯示設備，包括：一個廣角抬頭顯示器（HUD）；兩個低頭彩色平板多功能顯示器，設有觸控功能，駕駛員帶上手套後仍能使用；中間有一顯示基本戰術資料的collimated顯示器，其影象焦點與抬頭顯示器同樣設定在無限遠，使駕駛員在觀看資料換至機外影物間，眼晴無需改變焦距，縮短反應時間。而當所以裝備研發完成後，將包括有頭盔顯示器，其將有之功能包括目標選擇。
疾風使用側置控制桿，置於右邊，而節流閥則在左邊，兩者同為手置節流閥與操縱桿系統（HOTAS）設計。
座椅為馬丁貝克的Mark 16F 零零彈射座椅 (在零高度、零速度下仍可安全彈射)。椅背後傾29°，以降低高G力對駕駛員的影響。機上的氧氣由法國的Air Liquide提供的氧氣產生器供應，免除了攜帶氧氣瓶的需要。座艙艙蓋由左往右開，但這限制了駕駛員一定要由左面上機。

### 航空及電子系统

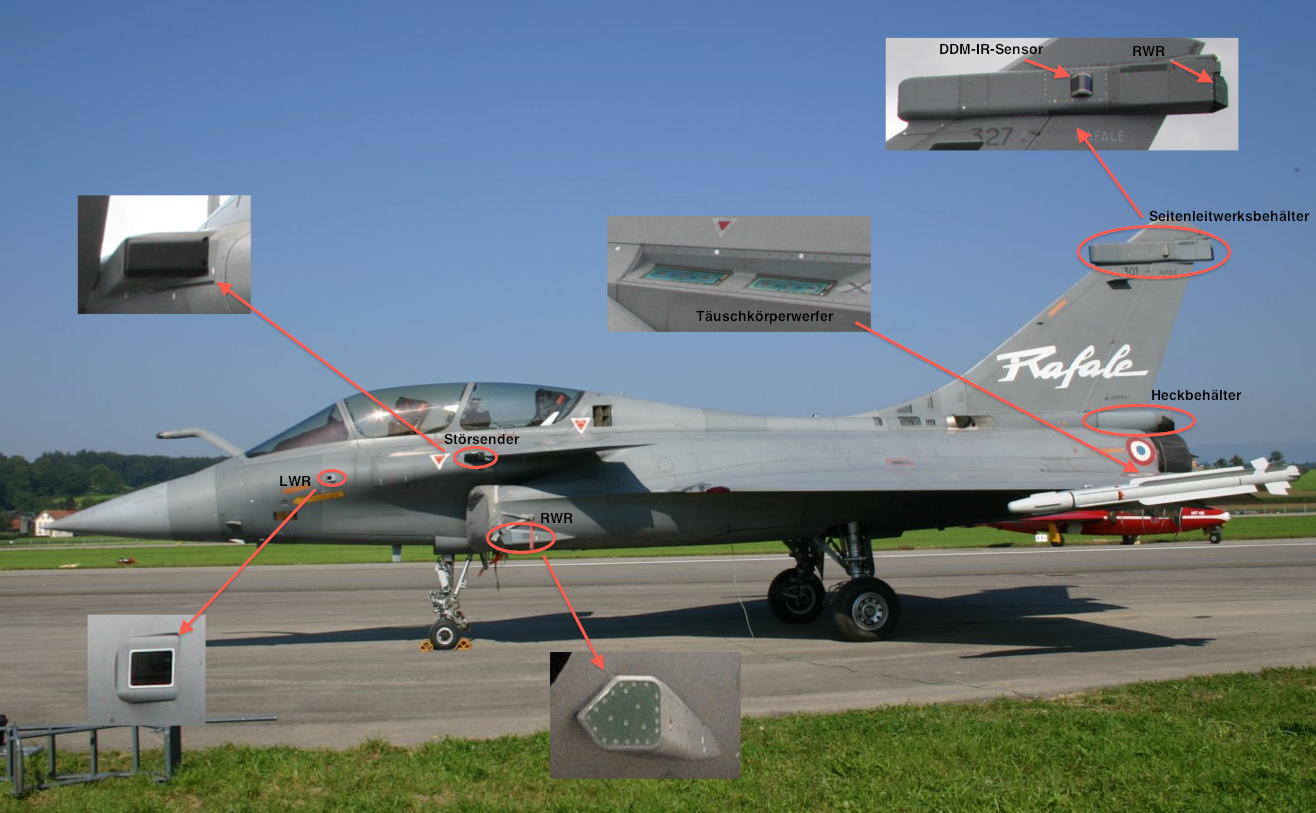
SPECTRA電子戰系統的各單元

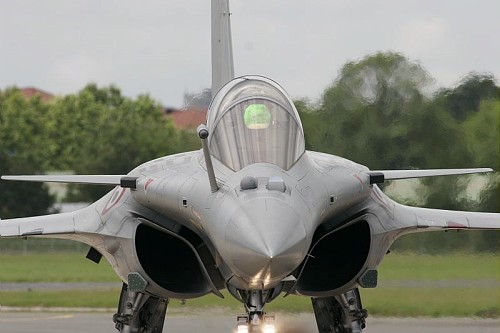
光學識別系統OSF（在加油管的旁邊）

Rafale機內整合了一套SPECTRA綜合電子戰系統，由泰雷兹公司和法國欧洲宇航防务集团為研製，是一套高度整合與自動化的系統，因此不需佔用掛架。此系統的功能包括對威脅目標代產生的訊號作長距離偵測、辨別及精準的定位，能應對紅外線、電磁波及激光訊號。
整套系統及括有：
- 3個覆蓋120°的雷射訊感測器
- 3個覆蓋120°的雷達訊號偵測器（兩個在前鴨翼的前方，一個在尾翼）
- 2個紅外線導彈警告偵測器
- 3個使用主動電子掃描天線的電子干擾器（兩個在進氣口前方，一個在垂直尾翼底部）
- 4個模組的干擾箔條投防器（能根據需要對付的雷達波長修改條箔長度）

SPECTRA因此可以偵測360°的全訊譜，其精準度達至少於1°，足以對個別威脅進行干擾或攻擊。系統會根據所測得訊號與資料庫進行比對，從而辨別出威脅的性質或型號、位置，並排列出需要對付的優先次序。此外，系統還會將實時的數據與其他平台進行交換，例如其他戰機、固定甚至流動的指揮控制中心。
該系統擁有以軟體為基礎的虛擬隱身功能，其原理並無公開，但相信是類似以機上的雷達產生一反相的雷達訊號，使其與真正的雷達回波互相抵消，減低雷達回波強度，達至到匿蹤戰機減小雷達截面積（RCS）的效果；若任務有所需要，Rafale可以外加達摩克利斯光學/雷射目標標定莢艙，使之具備全天候導引雷射導引炸彈的能力。
针对阵风的目标识别性能，达索为阵风配备了OSF前扇区光学系统，能在可视和红外波段对空中目标进行远程侦察和跟踪。而该系统可以和法制的米卡导弹配合，进行超视距作战。根据达索公司的数据，OSF还具备一定的抗干扰能力。2012年，达索对OSF系统进行过一次升级。
Rafale的核心系統採用整合式模組化航電（Integrated Modular Avionics）設計，名為模組化資料處理單元（英語：Modular Data Processing Unit，MDPU），這個架構掌控了整架戰機的核心功能，包括飛行管理、數據整合、火控、人機介面等，單是雷達、電子通訊及防衛等裝備便佔了整架戰機的30﹪的成本。

### 雷達

#### PESA雷達
疾風戰鬥機在進入服役時是使用在90年代研發的RBE2被動電子掃描陣列雷達，也是西歐國家當中唯一使用這種雷達設計的戰鬥機。製造商宣稱雷達能在近戰、遠距攔截等情況下較早發現目標，同一時間內能夠追踪40個目標並接戰其中8個。另擁有對地模式，能實時產生地形追緣飛行所需的三維地形圖，及實時產生高解像地圖以作導航及目標標定之用，從而達到前所未有的戰場知覺性（situration awareness-SA）。

#### AESA雷達
RBE2日後被RBE2AA主動電子掃描陣列雷達（AESA）取代，RBE2AA於2004年7月開始研發，原型系列在2009年12月投產，已於2010年8月交給法國軍方，2012年19月初，第一架換裝了RBE2AA雷達的陣風戰機依時及在沒有超資情況下開始在蒙德馬桑空軍基地服役。這一款新雷達也開放外銷，至於法國軍方是否要將已經服役的RBE2雷達加以更換，需要根據國防預算的編列而定，據稱新的雷達探測距離增加至200km，同時改善追踪能力，可靠性，低雷達截面積目標截獲能力，夠提供解像度高至小於1米的合成孔徑雷達圖像，並減少維護上的需要。

### 引擎

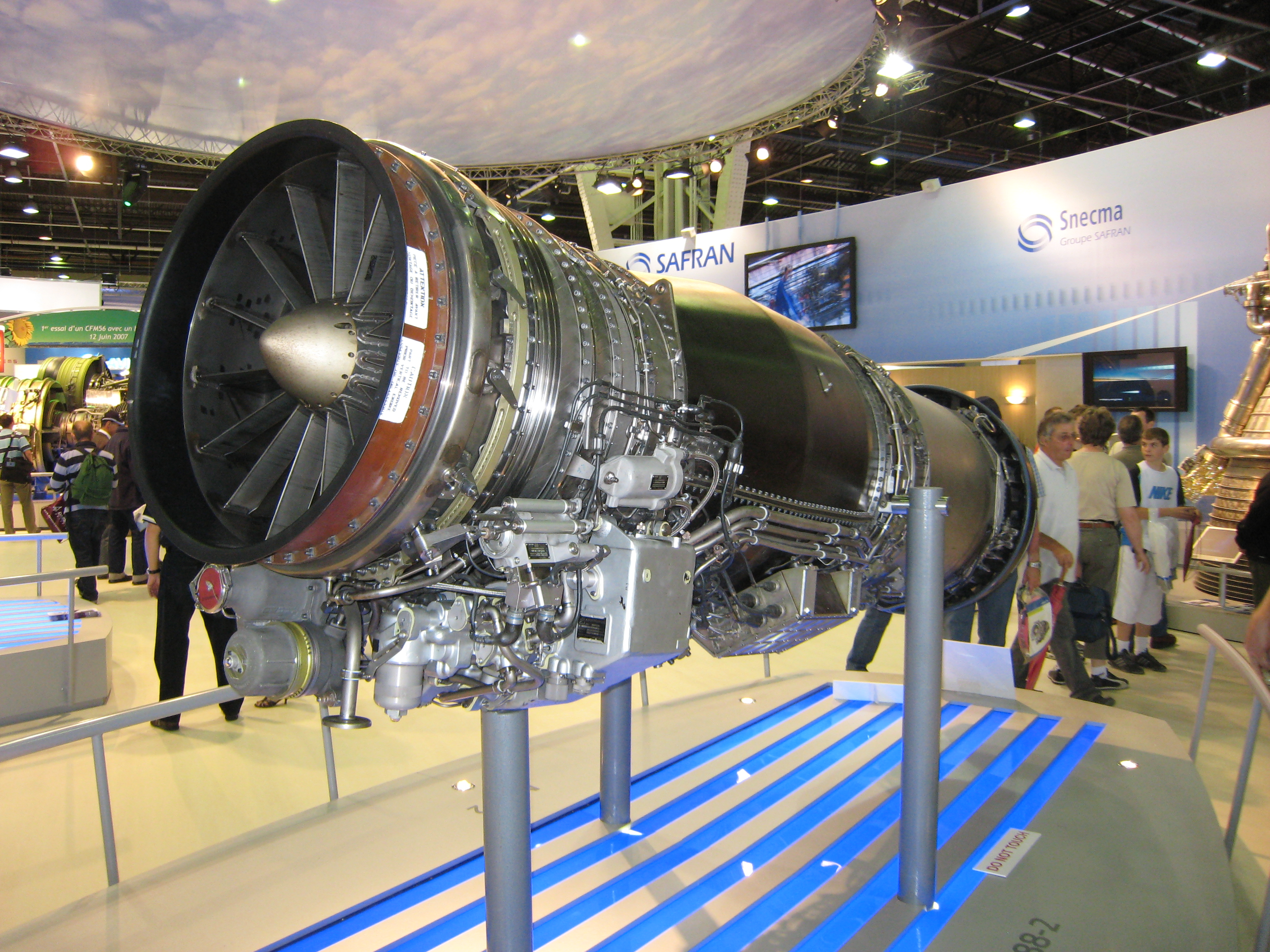
M88-2渦輪風扇引擎

1986年7月4日Rafale A首飛，然而此時斯奈克瑪M88渦輪風扇發動機尚未完全成熟，無法進行安全試飛，因此暫先使用F/A-18黃蜂式戰鬥攻擊機使用的美国通用电气公司的F404-GE-400渦輪扇發動機。
現在陣風使用的是斯奈克瑪生產的M88系列引擎。
在2010年5月，一架Rafale首次使用M88-4E引擎飛行，M88-4E是一升級版引擎，擁有較原有的M88大推力及較低運作成本。而在2007年，擁有推力向量噴嘴的M88-3D研發工作亦已展開。

## 型號

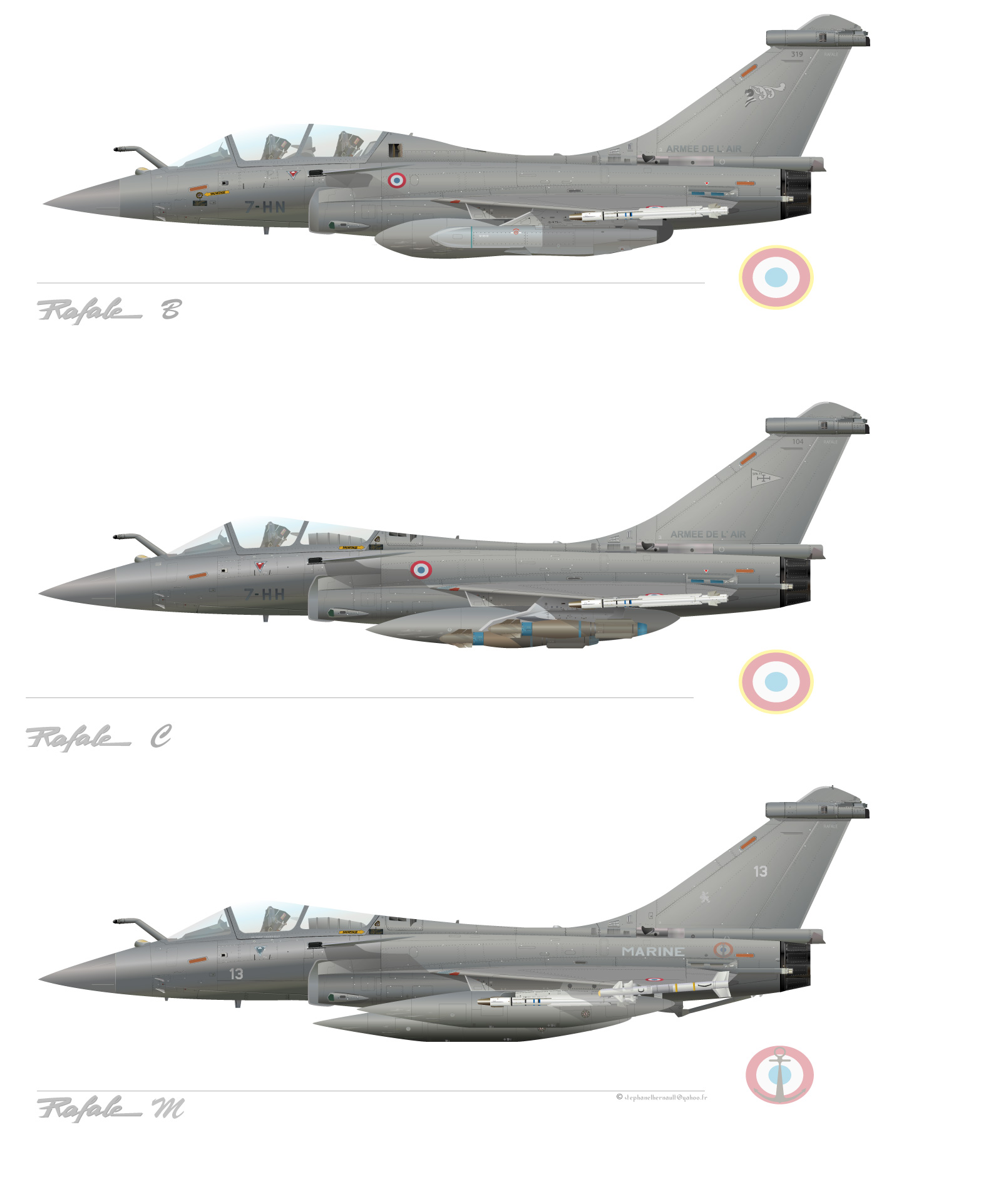
B、C、M型侧面圖

### 原型測試
- Rafale A：技術展示原型，於1986年首飛，在完成第867 次飛行後，陣風A在1994年1月24日退役，後續任務則由Rafale C01、Rafale B01、Rafale M01和Rafale M02接替。

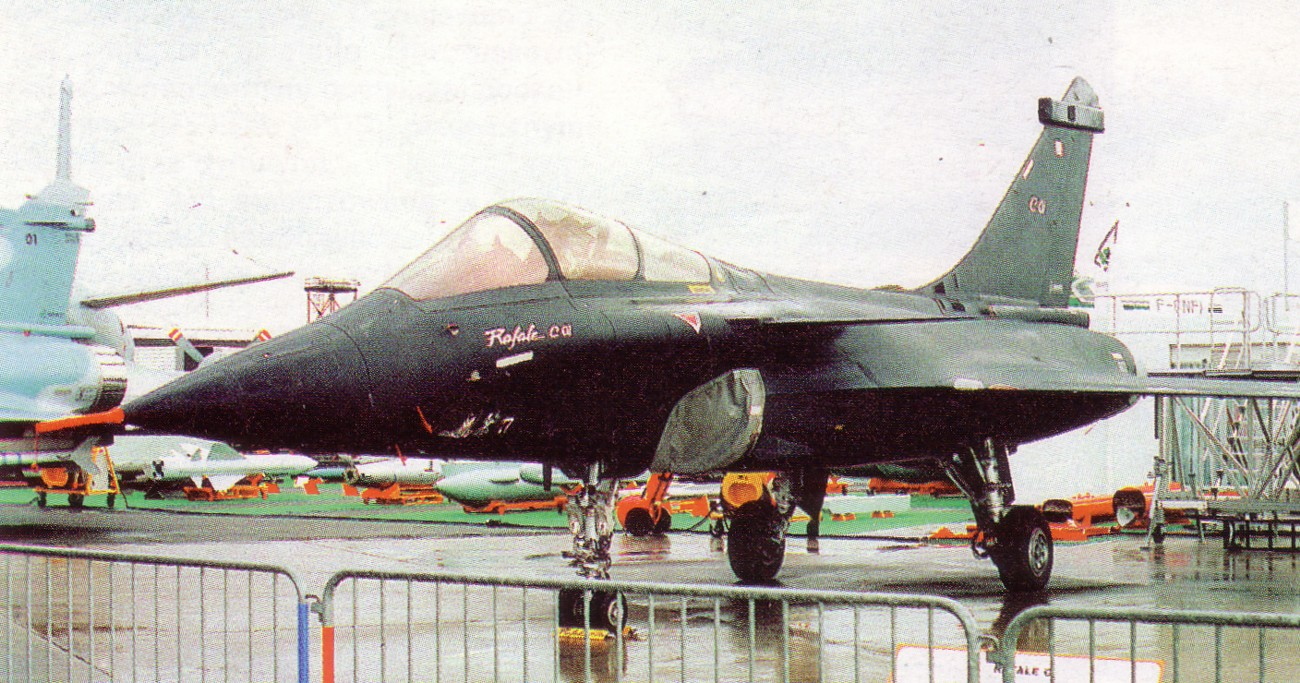
Rafale C01原型機，值得注意的是C01並無空中加油管

- Rafale C01 ：Rafale C的原型機，Rafale C01使用黑色塗裝，暗示了它的隱身性，即使它常被誤認為是Rafale A，但兩者是不同的，例如：由於M88發動機的緊湊性相較使用F404的Rafale A可使重量減輕一噸（8.5噸v.s.9.5噸），Rafale C01的重量比規範中規定的重量輕，內部燃料的承載能力更大。所有性能也都優於規範的規格，例如進場速度從117節降至110節；除了Rafale C01外還規劃了原型機Rafale C02，但由於預算限制取消[15]，目前Rafale C01放置於法國國防部的六角大樓（英语：Hexagone Balard）前展示，並於2019年9月11日舉行落成典禮，但標誌性的黑色塗裝則改為灰色塗裝，編號15[16]。

- Rafale B01：使用迷彩塗裝，1993年4月30日首飛[17][18]，Rafale B01與Rafale C01幾乎相同，但Rafale B01是雙座、重量增加約700公斤，燃油容量減少了500升，進氣口經過修改以容納第二個座艙，該座艙與前座艙相同，並且可互換，對於復雜的穿透任務至關重要。

- Rafale M01、M02：法國海軍航空兵Rafale M（M代表“海軍”）的原型機。Rafale M的兩架原型機Rafale M01和M02於1988年12月6日訂購。M01於1991年12月12日首飛[17][18]

### 生產型號
- Rafale D：1990年代初達梭用於稱呼預定生產給空軍的型號，D是法文「隱蔽」的意思（法語：Discret），用意是強調其有部份的隱身性能。

- Rafale B：法國空軍的雙座機型，2004年開始交付。

- Rafale C：法國空軍的單座機型，2004年6月開始交付。

- Rafale M：法國海軍的單座型，2002年開始服役；Rafale M比Rafale C重約500公斤，外形上兩者非常相似，以下為兩者的區別：
  - 加強機身來滿足航空母艦飛行的要求
  - 加強起落架
  - 前起落架比較長，因此機頭比較高，利於使用起飛裝置彈射
  - 前中骨架被取消來給較長的起落架地方
  - 引擎間配有大的著陸尾鉤。
  - 電動登機梯
  - 航空母艦微波著陸系統
  - 慣性參考平台可以從母艦系統更新

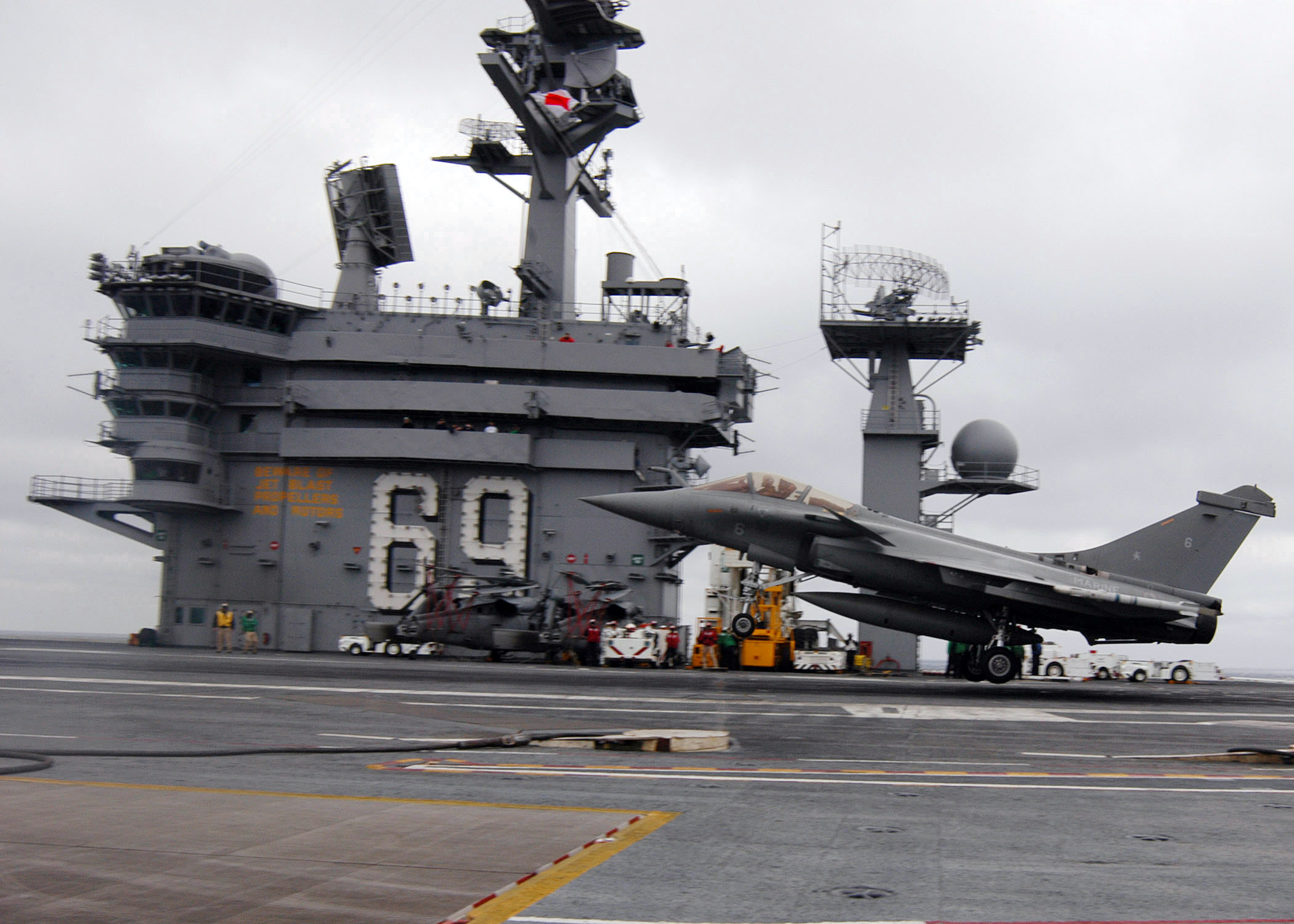
疾風M型在美國CVN-69艾森豪威爾號航空母艦降落

- Rafale N：原稱BM型，是計劃中的法國海軍雙座機型。但由於支出限制以及訓練更多飛行員需要的費用而被放棄。

- Rafale R：建議中著重偵察能力的型號。

### 外銷型號
- Rafale DM：埃及空軍使用的雙座型。

- Rafale EM：埃及空軍使用的單座型。

- Rafale DH：印度空軍使用的雙座型。

- Rafale EH：印度空軍使用的單座型。

### 標準

#### F1
取代法國海軍航空兵的F-8戰鬥機，首批交付的10架Rafale M（M1~M10）皆為F1標準，雖然F1標準具備完整對空能力，但缺乏對地攻擊能力，在2014年至2016年間升級為F3標準。

#### F2
為首批具備空對地攻擊能力的Rafale，於2005年開始服役（自Rafale M11、B304、C103），接替超級軍旗攻擊機的對地攻擊，接替軍旗4攻擊機在偵查任務；Rafale M亦將成為法國海軍航空兵在21世紀前期的唯一的固定翼戰鬥機，目前全部戰機已升級至「F3標準」，擁有三維地形跟踪雷達並俱有投放核武器的能力。
首批交付給法國空軍的陣風C型戰鬥機是「F2標準」，以取代美洲豹攻擊機、幻象F1和幻影2000戰鬥機，F2標準增加以下設備：
- 暴風影巡弋飛彈
- 模組化空對地武器（英语：Armement Air-Sol Modulaire）（AASM）
- 雲母IR空對空飛彈
- MIDS數據鏈接
- 前扇區光電紅外搜索與追蹤系統（英语：Optronique secteur frontal）（OSF）和顯示幕
- 模組化計算中心
- 新的人機界面

#### F3 / F3-O4T / F3-R

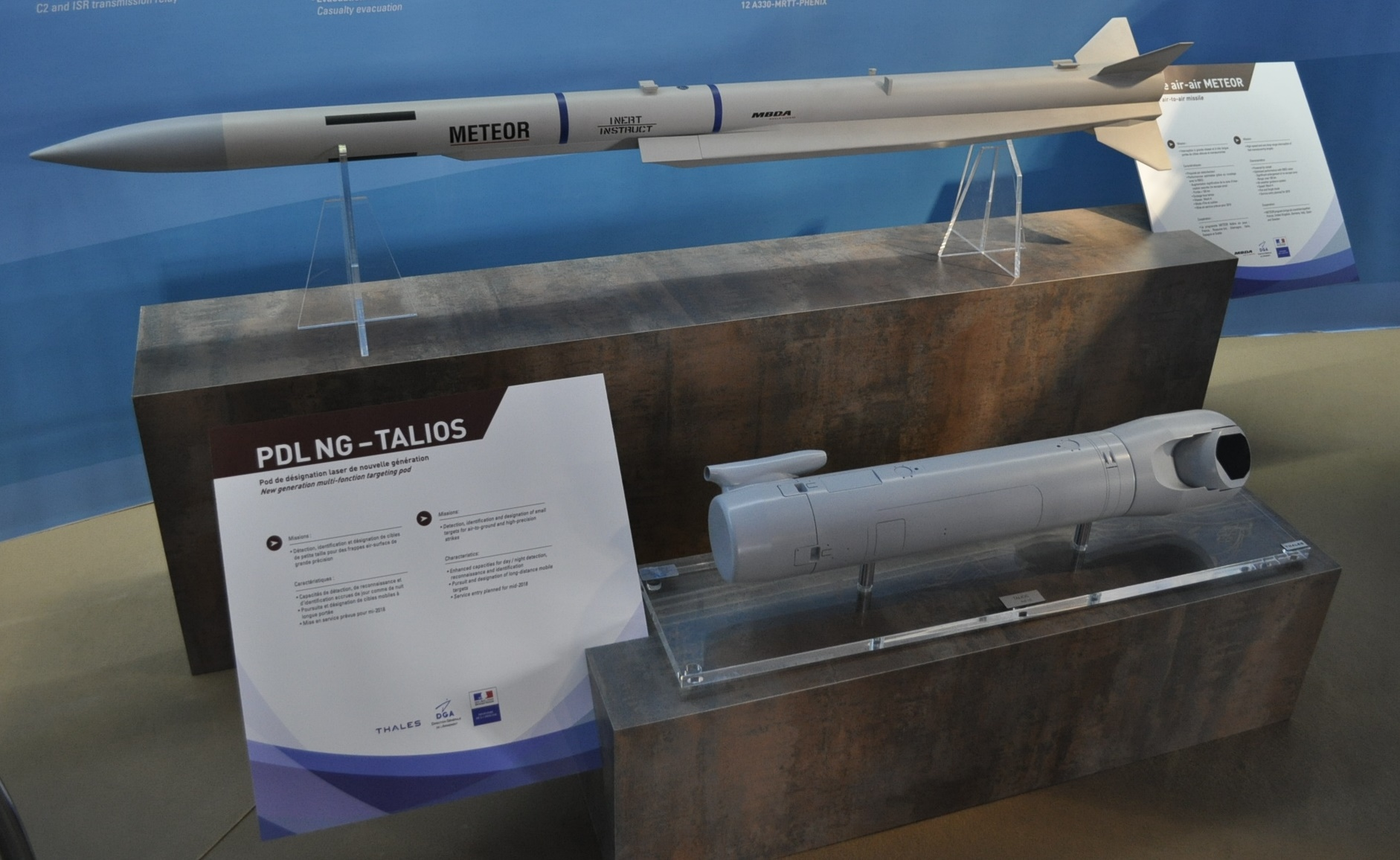
2015年展出的歐洲飛彈公司（MBDA）流星空對空飛彈和泰勒斯集團Talios瞄準莢艙為F3R標準的配備。

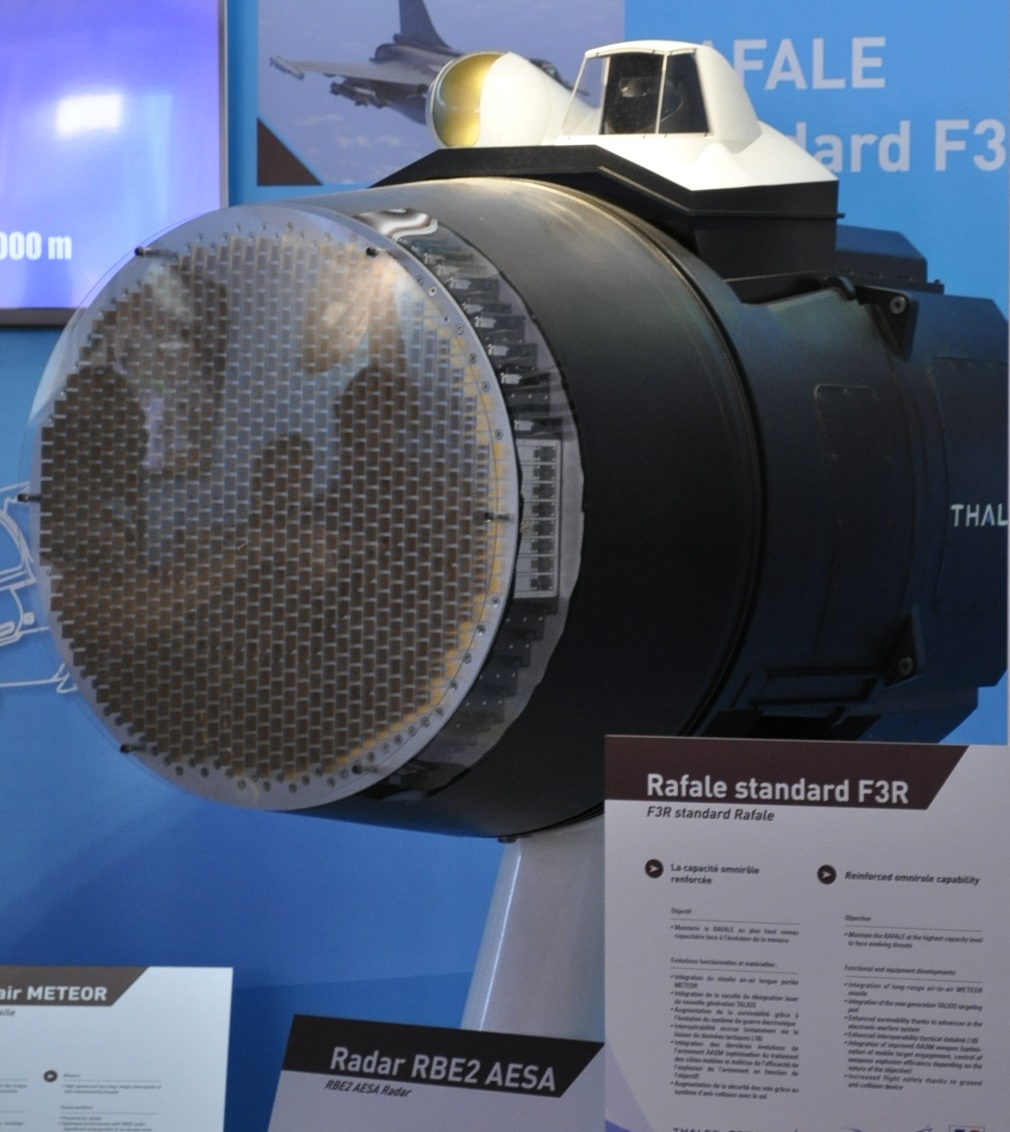
2015年展出的RBE2AA主動相位陣列雷達和OSF光電系統，用於展示F3R標準。

在上半年2006年，武器裝備總局（DGA）決定花費4億歐元升級Rafale，F3標準於2009年服役，隨後發展出其他子標準，2018年11月8日，宣布將在法國軍隊中服役的144架Rafale將逐步升級到F3-R標準，外銷的Rafale皆為F3標準，F3標準增加或換裝以下設備：
- 使用RBE2AA主動相位陣列雷達（英语：RBE2）（AESA），RBE2AA配有一千個砷化鎵收發器模組，而不是單個行波管（TOP），搜索範圍增加50％。
- 新型的OSF-IT光電紅外搜索與追蹤系統（英语：Optronique secteur frontal）。
- SPECTRA綜合電子戰系統（英语：Thales Spectra）中增加飛彈預警系統（英语：Missile approach warning system）[25]。
- 換裝M88 Pack CGP渦輪風扇發動機（英语：Snecma M88），可以降低維護成本，某些部件的使用壽命最多可增加50％。
- 如同EA-18G咆哮者電子作戰機的電磁干擾（英语：Radar jamming and deception）
- 達摩克利斯瞄準夾艙[26]
- F3-R標準的流星遠程空對空飛彈[27]
- 可打擊半徑500公里的SCALP EG匿蹤巡弋飛彈
- 攜帶當量達30萬噸的ASMP-A飛彈（法语：Air-sol moyenne portée amélioré），可在500公里外進行打擊
- Talios瞄準夾艙（法语：Pod Talios）[28]，其中45具將在2018年至2022年之間交付[29]，它的紅外偵測器頻率在中頻帶，因此可以在炎熱和/或潮濕的大氣條件下維持有效運作，可獨立投擲重達1162公斤的GBU-24鋪路三式（英语：Paveway）雷射導引炸彈
- 集成衛星天線（SATCOM）
- 可能是為虎式直升機開發的68毫米火箭

#### F4
2020年代開始生產服役的標準，也用於升級現役RafaleB/C/M，F4更換了雷達，加強了頭盔式顯示器的功能，能更適應網絡中心戰（能處理更大量的資訊及更佳的衛星通訊能力），並能使用達摩克利斯瞄準夾艙。

#### F5
預計2030年服役，特別強調電子戰及對防空系統的壓制能力。新的電子戰系統強調雙向，即不只有電子對抗能力，而且有電子攻擊能力。而防空壓制將依靠新的反輻射導彈。
另外，F5將能與攻擊用無人機協調互動。因應訊息量增加，相信機上的訊息處理能力也會加強。

## 成本
| 年份 | 計劃總成本（十億歐元） | 數量 | 單位總成本（百萬歐元） | 單位產量成本 (百萬歐元)                         |
| ---- | ---------------------- | ---- | ---------------------- | ----------------------------------------------- |
| 2004 | 26,0                   | 294  | 88                     |                                                 |
| 2005 | 33,3                   | 294  | 113                    |                                                 |
| 2008 | 39,6                   | 286  | 141                    | Rafale C : 64 Rafale M : 70                     |
| 2010 | 40,7                   | 286  | 145                    |                                                 |
| 2011 | 43,6                   | 286  | 152                    |                                                 |
| 2012 | 44,2                   | 286  | 155                    | Rafale C : 66,2 Rafale B : 71,2 Rafale M : 76,1 |
| 2013 | 45,9                   | 286  | 160                    | Rafale C :69 Rafale B : 74 Rafale M : 79        |
| 2014 | 46,4                   | 286  | 162                    | Rafale C : 68 Rafale B : 73 Rafale M : 78       |

該計劃的成本（不包括生產110架Rafale B，118架Rafale C和58架Rafale M）在2014年為258億歐元。總成本未考慮將訂單從286架減少至225架的情況。
2011年，英國國家審計署表示其160架颱風戰鬥機的研製和生產成本為202億英鎊，比原計劃高出75％，即單位成本1.26億英鎊，多用途版本的颱風，2004年歐洲戰鬥機的開發成本為216億歐元，已經是Rafale的3倍。

## 生產與銷售

### 概述
Rafale的主要競爭對手包括歐洲多國合作的颱風，美國的F-16、F/A-18E/F，俄羅斯的米格-29、米格-35以及中國的殲-10等。由於使用自成一系的法系武器系統以及政治因素，於過往mirage III、mirage F1和mirage 2000等在出口方面同樣擁有良好的銷售成績。
作為出口合約的一部分，將交付以下飛機：
- 向埃及出售了55架，分別為2015年售出24架（16架兩座和8架單座），2015年至2019年交付，2021年售出31架（12架雙座和19架單座），2024年至2026年交付[41]。
- 向卡達共售出36架，其中2015年24架（6 架雙座、18架單座），2018年售出12架（同時簽署了36架選擇權），交付時間計劃為2019年至2022年。
- 2016年向印度出售了36架（8架兩座和28架單座），2019年至2022年交付。
- 向希臘出售了24架，其中2021年18架（其中12架二手）和2022年6架，交付時間計劃為2021年至2024年。
- 2021 年向克羅埃西亞出售了12架，均為法國空軍現役機轉售，交付期計劃為2023年至2025年。
- 2021年向阿拉伯聯合大公國銷售了80架F4標準Rafale，交付期為2026年至2031年[42]。
- 2022年向印尼出售42架陣風F4 [42]。
- 26架Rafale M於2023年出售給印度海軍。
- 2024年法國總統國事訪問塞爾維亞期間，與塞爾維亞簽署軍事協議，塞爾維亞向法國購買12架陣風戰機[43]。

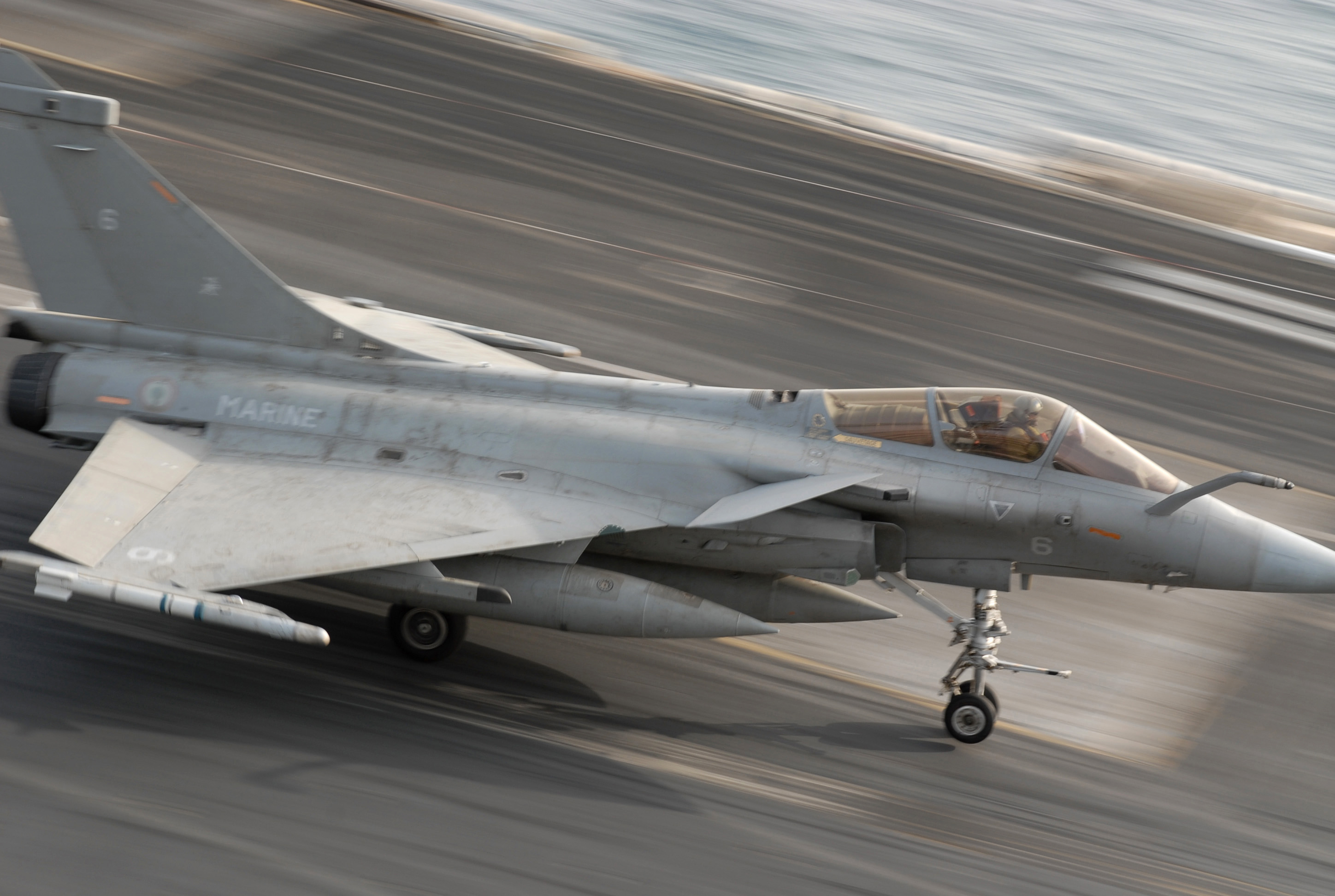
疾風M降落於法國戴高樂號航空母艦

| 國家和批次  | 訂購日期 | 交付      | 單座                       | 雙座                      | 艦載   | 總數                       |
| ----------- | -------- | --------- | -------------------------- | ------------------------- | ------ | -------------------------- |
| 法國，批次1 | 1997     | 2003      | 1                          | 2                         | 10     | 13                         |
| 法國，批次2 | 1999     | 2004-2008 | 7                          | 25                        | 16     | 48                         |
| 法國，批次3 | 2004     | 2008-2013 | 36                         | 11                        | 12     | 59                         |
| 法國，批次4 | 2009     | 2013-2024 | 25                         | 25                        | 10     | 60                         |
| 埃及        | 2015     | 2015-2019 | 8                          | 16                        | 0      | 24                         |
| ，批次1     | 2015     | 2019-     | 18                         | 6                         | 0      | 24                         |
| 印度        | 2016     | 2019-     | 28                         | 8                         | 0      | 36                         |
| ，批次2     | 2018     | 2021-     | 9                          | 3                         | 0      | 12                         |
| 希腊        | 2021     | 2021-2023 | 8（新造機） 10（舊機轉售） | 4（新造機） 2（舊機轉售） | 0      | 24                         |
| 法國        | 2021     | 2025      | 11                         | 1                         | 0      | 12，希臘銷售補償           |
| 埃及，批次2 | 2021     | 2024-2026 | 19                         | 12                        | 0      | 31，1架為第一批損失補充    |
|             | 2021     | 2023-2025 | 10                         | 2                         | 0      | 12，均為法國空軍現役機轉售 |
| 阿联酋      | 2021     | 2026-2031 | 55                         | 25                        | 0      | 80                         |
| 印度尼西亞  | 2022     | 2025-2029 | 26                         | 16                        | 0      | 42                         |
| 法國，批次5 | 2023     | 2027-2030 | 25（預計）                 | 17（預計）                | 0      | 42，含克羅埃西亞銷售補償   |
| 印度        | 2023     | 2028-2031 | 0                          | 0                         | 26     | 26                         |
| 總數        |          |           | 276（）                    | 171（）                   | 74（） | 521                        |

| 國家         | 2000-2013            | 2013        | 2014    | 2015   | 2016   | 2017   | 2018    | 2019    | 2020    | 2021    | 2022    | 2023    | 2024   | 2025   | 2026   | 2027 | 總數                                         |
| ------------ | -------------------- | ----------- | ------- | ------ | ------ | ------ | ------- | ------- | ------- | ------- | ------- | ------- | ------ | ------ | ------ | ---- | -------------------------------------------- |
| 法國         | 13(T1) 48(T2) 54(T3) | 5(T3) 6(T4) | 11(T4)  | 5(T4)  | 6(T4)  | 1(T4)  | 3(T4)   |         |         |         | 1(T4)   | 11(T4)  | 13(T4) | 12(T4) | 1(T4)  | (T5) | 1-5批：210，希臘銷售補償：12，克羅埃西亞：12 |
| 埃及         |                      |             |         | 3      | 3      | 8      | 9       | 1       |         |         |         |         | (?/31) | (?/31) | (?/31) |      | 55                                           |
|              |                      |             |         |        |        |        |         | 21      | 3       | 6       | 6       |         |        |        |        |      | 36                                           |
| 印度         |                      |             |         |        |        |        |         | 4       | 10      | 19      | 3       |         |        |        |        |      | 36+26                                        |
| 希腊         |                      |             |         |        |        |        |         |         |         |         | 4       | 2       | 6      |        |        |      | 12                                           |
| 阿联酋       |                      |             |         |        |        |        |         |         |         |         |         |         |        |        |        |      | 80                                           |
| 印度尼西亞   |                      |             |         |        |        |        |         |         |         |         |         |         |        |        |        |      | 42                                           |
| 塞爾維亞     |                      |             |         |        |        |        |         |         |         |         |         |         |        |        |        |      | 12                                           |
| 總數（累計） | 115                  | 11(126)     | 11(137) | 8(145) | 9(154) | 9(163) | 12(175) | 26(201) | 13(214) | 25(239) | 14(253) | 13(266) |        |        |        |      | 495                                          |

| 國家 | 2022 | 2023 | 2024 | 2025 | 總數 |
| ---- | ---- | ---- | ---- | ---- | ---- |
| 希腊 | 6    | 6    |      |      | 12   |
|      |      |      | 6    | 6    | 12   |

### 使用國

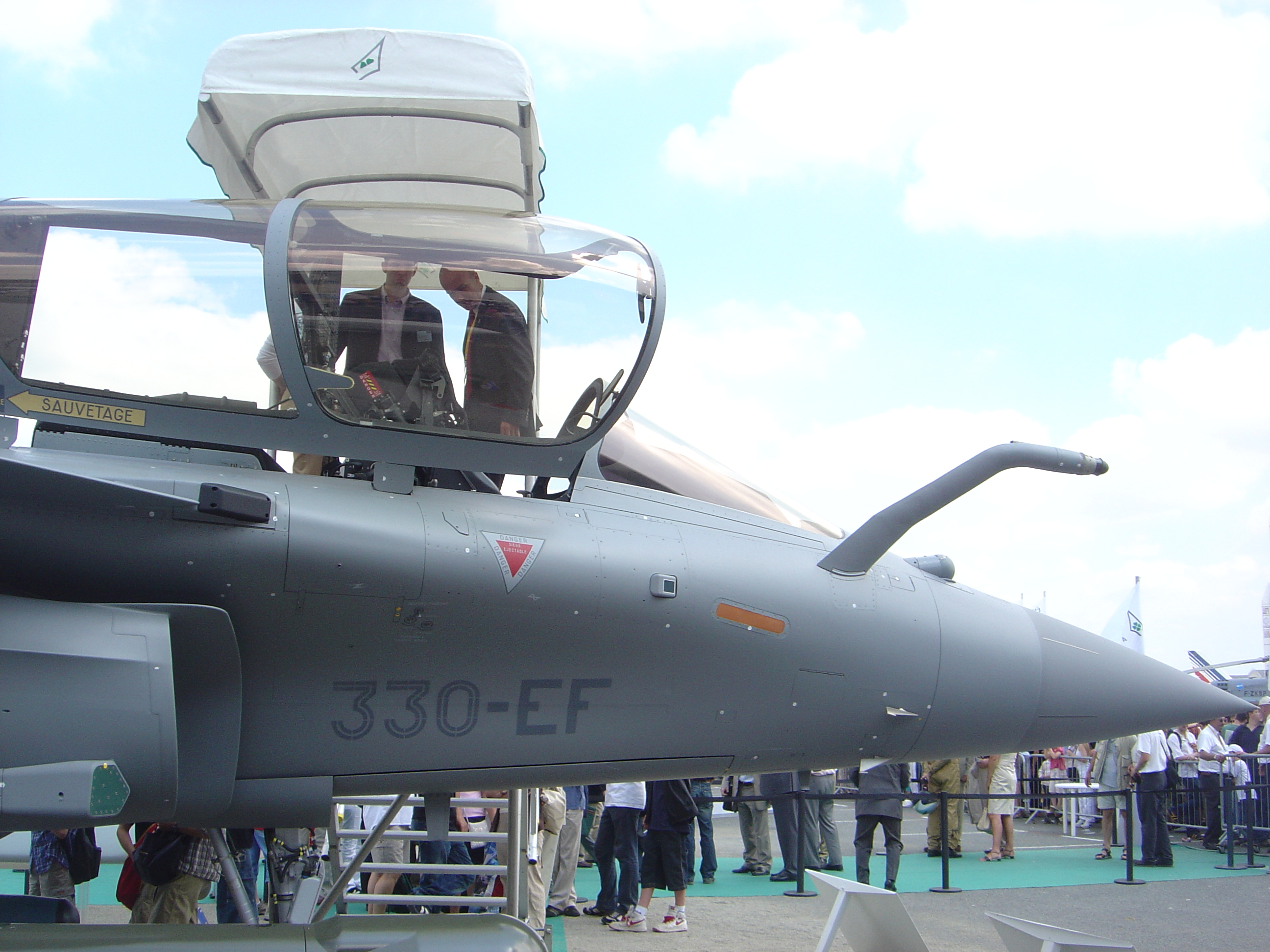
2005年巴黎空展中的Rafale

- 法國

| 1989                                             | 2010年有320架[33]                               |
| 2004                                             | 294（空軍234架和海軍航空兵60架）[31]            |
| 2008                                             | 286（空軍228架和海軍航空兵58架）[60]            |
| 2013-2018年國防預算法（LPM 2013-2018）           | 空軍擁有255架戰鬥機（Rafale和Mirage 2000）[61]  |
| 2019-2025年國防預算法（法语：Loi de programmation militaire 2019-2025）（LPM 2019-2025） | 2025年：171 2030年：225（包含海軍航空兵40）[62] |
- - 法國空天軍/法國海軍：

第一架於1997年訂購，包括Rafale M1（飛行測試），然後是1999年至2001年之間交付的Rafale M2至M10，以及2003年4月交付的Rafale B301和302（飛行測試）和Rafale C101（飛行測試）。第三批次59架於2004年訂購（包括11架Rafale B、36架Rafale C和12架Rafale M）。第四批60架（空軍51架，海軍9架）則於2009年訂購。
2006年夏，法國空軍接收F2標準的戰機，到2007年達至全面操作狀態(包括對空及對地任務)。
Rafale M在2002年正式於法國海軍航空兵服役，首批Rafale C （F2標準）則正式在2006年6月在空軍中服役。
法國海軍航空兵的Rafale M機隊比法國空軍的Rafale機隊更早進入有限的空對空作戰狀態，並展開空對地作戰能力的測評。
至2010年11月18日，法國已訂購180架飛機（63架Rafale B + 69架Rafale C + 48架Rafale M），至2015年1月15日，法國訂購的180架中，有141架已經交付，2018年12月31日共交付152架：46架Rafale M（M46於2017年交付）、58架Rafael B（B352和B353於2015年2月交付法國，B354交付埃及）和48架Rafael C（C148於2016年交付）此後4年新生產的Rafale均為外銷訂單，直到Rafale B（B359，F3R標準）於2022年12月交付法國空軍。
原計劃第1-4批的最後一架Rafale M47和M48將於2021年交付，但在2019-2025年軍事計劃法中，海軍確認目前只在等待最後一架飛機（即M47，M48則被取消），鑒於先前墜毀的4架Rafale M，法國海軍的最終目標是裝備3個中隊42架和1架用於測試的飛機。
根據2019-2025年國防預算法（LPM 2019-2025），第五批將在2023年訂購，在2030年之前交付，將包括30架飛機，但考慮到先前轉售克羅埃西亞的12架補償，第五批共訂購42架。
截至2017年12月31日，法國Rafale機隊（149架飛機）總計飛行時間超過200,000小時。
- 印度
  - 印度空軍：

空軍的中型多用途戰機計畫（Medium Multi-Role Combat Aircraft, MMRCA）規劃購買126架多用途戰機，Rafale參與了競爭，其他競爭對手包含Mig-35、F-16IN、F/A-18E/F、JAS 39NG(IN)及歐洲颱風等。
2011年4月27日，印度宣布最後兩款入選戰機：Rafale和颱風。
2012年1月31日，達梭宣布取得向印度出售126架的合約，總價值約91.1億歐元，有關合約細節，雙方仍在商討之中，預計在結果公佈後3至6個月後才會正式簽約。
2015年4月10日，印度总理莫迪宣布將採購36架Rafale，以取代現役的米格-21、米格-27以及幻象2000。此次所簽訂的合約不屬於印度「中型戰鬥機採購計劃」（MRCA）之內，且完全是繞過MRCA中的談判簽訂。2015年7月30日，由於相方在細節上的分岐，印度取消了MRCA計劃。其後不停傳出印度仍然有意購入Rafale，最終在2016年1月，政府指示印度海軍向法國達索商談採購，以在航空母艦上使用，以使空軍及海軍在後勤上達致共通性，此舉可能達致購買54架Rafale M，及後達索CEO Eric Trappier說印度海軍有可能購買57架。2016年9月23日，印度國防部長Manohar Parrikar與法方代表讓-伊夫·勒德里昂簽署合約以78億歐元購買36架陣風戰機，及同樣的經通脹調整後價格購買18架的選擇權，此次採購包括了武器及備用零件，並附有作超視距攻擊用的流星導彈。2020年9月10日，首批5架服役。2022年12月全部完成交付。
- - 印度海軍：

2023年7月10日印度议会初步同意向法國採購26架Rafale M，其中22架為單座型、4架為訓練用的雙座型號。同年8月印度與法方進入合約磋商，整筆交易估計總值將超過5000億盧比，此合約是艦載型的Rafale M首次外銷。
- - 卡達空軍：

2011年1月，卡塔爾空軍開始對包括Rafale在內的幾款戰機進行評估，其他戰機有F-35、F/A-18E/F、F-15及歐洲颱風，新購的戰機將會取代其現役12架幻象2000-5，採購總數為36架。
2014年6月，達梭宣稱與卡塔爾商討的72架Rafale己接近簽約。
2015年4月，卡塔爾的謝赫塔米姆·本·哈邁德·阿勒薩尼向法國總統奧朗德宣布卡塔爾將購買24架Rafale，並保留12架選擇權。合約在2015年5月簽署，價值63億歐元，除24架戰機外，此合約還包括長程巡航導彈、流星空對空飛彈及由法國軍方提供相關人員訓練（36名機師、100名技術人員及相當數量的情報人員），而每架戰機單價為2.65億歐元。
2017年12月7日，卡塔爾行使12架戰機的增購權購買戰機，另增加增購36架戰機的權利。
2019年2月，卡塔爾接收第一架陣風機機。
- 埃及
  - 埃及空軍：

2015年2月16日，法國與埃及達成協議軍售24架Rafale（8架單座，16架雙座）、1艘阿基坦級巡防艦（歐洲多用途巡防艦法國版）和一系列軍備，總值約52億歐元，埃及成為Rafale的首個外銷國，2021年11月15日埃及空軍確認以38億歐元(46億美金)價格訂購30架Rafale F3R（共31架，額外追加1架補充損失）。
- 希腊
  - 希臘空軍：

2020年9月12日，在愛琴海和地中海東部地區與土耳其的緊張關係日益加劇之後，希臘與法國達成購買18架Rafale F3-R標準的協議，其中包含6架新造機和12架法國空軍的二手機，用以取代部分未進行升級的mirage 2000，而法國隨後也另外訂購12架以補充移交希臘的Rafale。2021年9月11日希臘增購6架新造Rafale。
- - 克羅埃西亞空軍（英语：Croatian Air Force）：

2020年11月25日，訂購了12架法國空軍的二手Rafael F3R戰機（10架單座、2架雙座），用以替換老化的米格-21。克羅埃西亞是在2021年5月28日首次宣布了購買消息。2021年11月25日，兩國代表正式在克羅埃西亞首都薩格勒布完成簽約，其中包括戰機購買合約與後勤保障合約。
- 阿联酋
  - 阿拉伯聯合大公國空軍（英语：United Arab Emirates Air Force）：

阿拉伯聯合大公國於2010年代初即考慮從Rafale等戰機擇一採購，當時有報導指阿聯酋考慮其他戰機的原因是法國國防部長Hervé Morin要求阿聯酋為Rafale的升級支付2億歐元，阿拉伯聯合大公國方面認為法國的提案是無競爭力及不可行的，2012年2月2日，法國報章"La Tribune"報導阿聯酋仍然有意採購60架疾風戰機。
2021年12月3日正式確認以140億歐元採購80架Rafale F4。
- 印度尼西亞
  - 印尼空軍：

2020年1月，印尼政府表示有興趣購買48架疾風戰機，以實現其空軍的現代化。
2021年2月，印尼國防部長普拉博沃·蘇比安托宣布，包括A330加油機和其他美製機型在內，購買36架Rafale的計劃已正式敲定，並且法國已確定為印尼提供資金。
2021年6月7日，印尼政府簽署意向書購買36架Rafale及相關武器和其他相關配套裝備。
2022年2月10日，印尼宣布與法國達成協議，並在雅加達簽訂了合約，將向達梭航太購買42架Rafale，法國國防部則表示，這42架飛機及其武器的合同價值81億美元。
印尼的42架採購先後分為三批，第一批簽約6架、第二批及第三批則為各18架。

### 潛在客戶
- 伊拉克

據比利時《陸軍認可》網站2025年4月29日報導，伊拉克與法國就採購「陣風」戰鬥機的談判取得進展。
伊拉克可能正在敲定一項採購12架「陣風 F4」戰鬥機的計畫，包括全套武器系統、維護保障、人員訓練和後勤支援。
- 土耳其

因應希臘已經向美國申請購買一個中隊的第5代F-35隱形戰鬥機，北約大國土耳其正在考慮購買4代半（4++）戰鬥機。因當前國際局勢，美國很可能會拒絕土國購買F-16戰鬥機，因此安卡拉開始思考其它種選擇，包括歐洲颱風戰鬥機（EuroFighter Typhoon）、法國製造的「飆風」戰鬥機（Rafale）和俄羅斯製造的Su-35戰鬥機。
- 乌克兰

2021年4月，據亞洲時報報導，烏克蘭正尋求採購36到42架疾風戰機，取代其於前蘇聯時代所使用至今的MiG-29和Su-27等等機型。
2023年1月，據亞洲時報報導，俄烏戰爭衝突持續，歐美各國對烏克蘭空中力量的援助也正在緊鑼密鼓的準備。而法國也表示，不排除向烏克蘭提供疾風戰機。

### 未成
- 中華民國

中華民國空軍在其『晶鑽計畫』提及對陣風戰機的興趣，2008年爆發的軍事採購案「鐽震案」亦涉及購買此型戰機等情，而此一提案最後因為曝光而不了了之。
由於中華民國空軍的幻象2000戰鬥機因弊案疑雲與法系武器昂貴的維護費用，導致2010年代面臨欠缺保養與彈藥過期的問題，加上2012年美國同意F-16A/B block 20的升級案，中華民國暫無採購歐製戰鬥機的計畫；然而中華民國的備案指出，若美國對中華民國空軍出售F-16C/D戰鬥機案遭否決，中華民國會轉向歐洲引進新型戰鬥機，2019年，取得66架F-16C/D block 70戰鬥機。
- 大韓民國

2002年初，大韩民国在其戰機採購計劃F-X Phase 1曾考虑购买Rafale或F-15K，當初步結果選擇F-15K時，南韓市民舉行多項抗議活動，2002年3月評審期間，一名南韓少將趙柱型在媒體宣稱國防部受外來壓力而影響評審的公正性，並指陣風的評分比F-15K高出15%，後來南韓於2002年4月決定排除前者。达梭基於南韓的飛行測試顯示，陣風的性能比F-15K更好，同時符合技術轉讓規定，而且報價較F-15K低3.5億美元，因此立即向當時的漢城法院提出民事訴訟，要求南韓國防部公開其評估經過，但南韓法院以國家安全考慮而評估內容需要保密為由不予受理，韩国国防部回应，稱其决定是基于F-15K的多角色能力、武裝、作战范围、和已通過實戰证实的作战能力作出。
2005年12月14日，《韓國日報》报道指：“一开始的评估认为阵风的作战能力比F-15K高”；不过文中没有具體说明在哪方面前者的性能優於後者。
在韩国和新加坡的競標過程中，阵风均排在台风之前，但最終敗給F-15。有些人怀疑F-15被选，除技术上的优势（比如较大的作战范围）外，还有政治上的因素。然而如同韓國政府，新加坡政府对竞选结果中包含政治因素的说法提出抗议，表示其决定是在进行仔细的技术对比后做出的，完全没有政治因素。
- 巴西

2008年10月，巴西的F-X2戰機計劃選出了三款候選戰機，包括Rafale、F/A-18E/F及JAS 39NG。
2009年9月7日，法國新聞社報導，巴西將購買36架陣風戰鬥機及相關技術轉移作為該國下一代戰機；相對地，法國宣布將從巴西購買10架仍在研發中的KC-390運輸機。但之後巴西前總統將決定權交給現屆政府，之後現任總統迪爾瑪·羅塞夫採購JAS 39。
- 科威特

2009年2月，法國總統宣布科威特有意採購最多28架疾風戰機，同年10月，科威特國防部長表示對疾風戰機有興趣，但其國內有反對意見，2012年1月，法國國防部長指科威特和卡塔爾都觀望著阿聯酋考慮購買的陣風戰機的決定，若阿聯酋購買疾風戰機，科威特將會隨之購買18至22架疾風戰機。
但2015年9月11日，歐洲戰機宣布與科威特達成購買28架EF2000的協議。
- 瑞士

2007年2月13日，瑞士《时报》报道，瑞士考虑购买18架新的战斗机来取代其F-5戰機。疾風战斗机是候選戰機之一，其他的競爭者包括F/A-18E/F、JAS 39獅鷲戰鬥機及颱風戰機EF-2000。2011年11月30日，瑞士宣佈基於較低的採購價及維修成本，決定購買JAS 39。之後有報導指出，瑞士軍方的評估報告中，能完全滿足對空、對地、偵測任務要求的只有疾風戰機，而售價也較低。但在2014年5月18日的瑞士公投中，約百分之五十三點四的瑞士公民反對瑞士購買新型戰機計劃，因此该計劃遭否決。
- 阿曼

2009年2月，法國向阿曼推介疾風戰機，以接替對地攻擊用老舊的美洲豹攻擊機，但2010年阿曼決定選用颱風戰機。
- 新加坡

2005年6月，新加坡軍方就已停止考慮購買颱风戰機，然後在与疾風比较后，於同年8月选择了波音公司的F-15SG；但由於新加坡只定购了少量的F-15，有可能还会在未來定购其他戰機。
- 巴基斯坦

2003年巴基斯坦空军曾经对阵风战斗机表示感兴趣，尤其阵风使用的类似F-16的双控制杆很令巴基斯坦满意，因为巴基斯坦飞行员习惯这样的操作装置；但目前巴基斯坦空軍对其现有的F-16和梟龍戰機尚感满意，暫無意購買阵风式戰機。不過，由於欧洲宇航防务集团仍视巴基斯坦为可能的台风战斗机顾客並持續接洽，这顯示巴國可能会在近期内添購新世代战斗机，然而，在2012年印度決定採購疾風戰機後，估計巴基斯坦將不會採購疾風。
- 利比亞

据法国《星期日报》报道，2006年1月，利比亚卡扎菲政權曾经打算花32.4亿（美元）购买13至18架阵风战斗机；2007年12月，本消息幾乎已經確定，並由次子賽義夫公開，但利國最後並未購入。2011年利比亞內戰中，法國首先表態支援全國過渡委員會，並派遣陣風戰鬥機攻擊武力鎮壓反抗群眾的卡扎菲軍隊，最後導致了卡扎菲的敗亡。
- 芬兰

2015年10月20日，芬蘭國防部宣佈展開HX計劃，五年內揀選新一代戰鬥機取代現役60餘架F/A-18C/D戰鬥攻擊機。國防部對五款戰鬥機作了評估，包括Rafale、颱風戰鬥機、F/A-18E/F、F-35A及JAS-39E/F。2022年芬蘭決定選用F-35A。

## 服役表現與實戰運用
在2009年阿聯酋ATLC軍事演習中，參加的包括有有法國空軍的Rafale、英國皇家空軍的颱風、美國的F-22。法國宣稱Rafale在空戰演習中以7：1大比數擊敗英國皇家空軍的颱風戰機，英國方面則稱此次演習結果不具代表性。而備有二維向量噴嘴的第5代戰機F-22、在演習中的近戰對Rafale時仍能夠獲勝。
2011年2月，Rafale在印度進行飛行示範，包括與Su-30的對抗；2019年7月1日至14日神鳥-6聯合演習期間，位於法國蒙德馬桑空軍基地（BA118）的印度空軍的Su-30MKI戰鬥機在此次聯合演習中，進行了印度、法國空軍飛行員“互乘”對方戰機的體驗項目，印度飛行員乘坐“Rafale”，法國飛行員乘坐Su-30MKI。

### 阿富汗

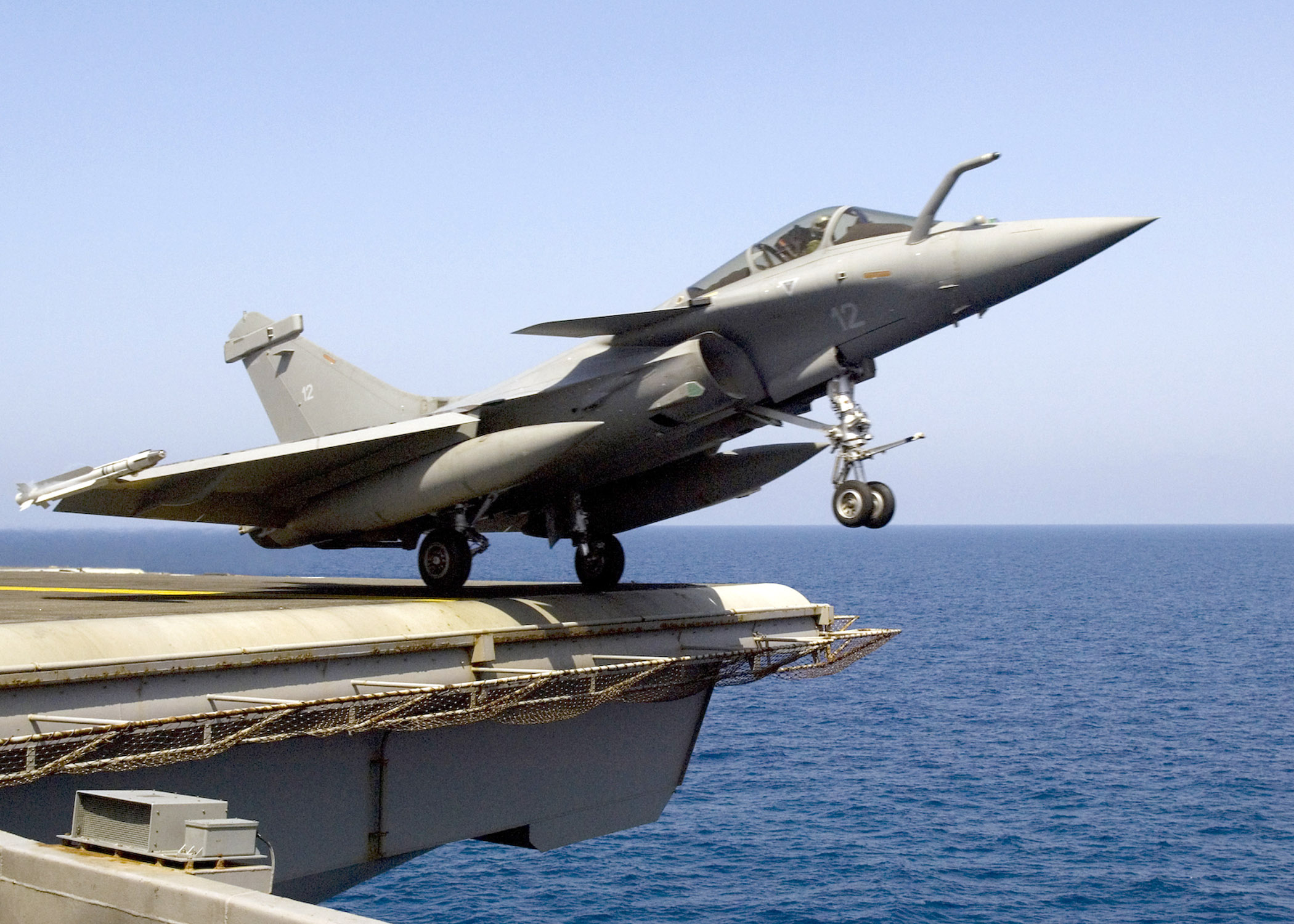
Rafale M F2從CVN-65起飛（2007年7月23日）

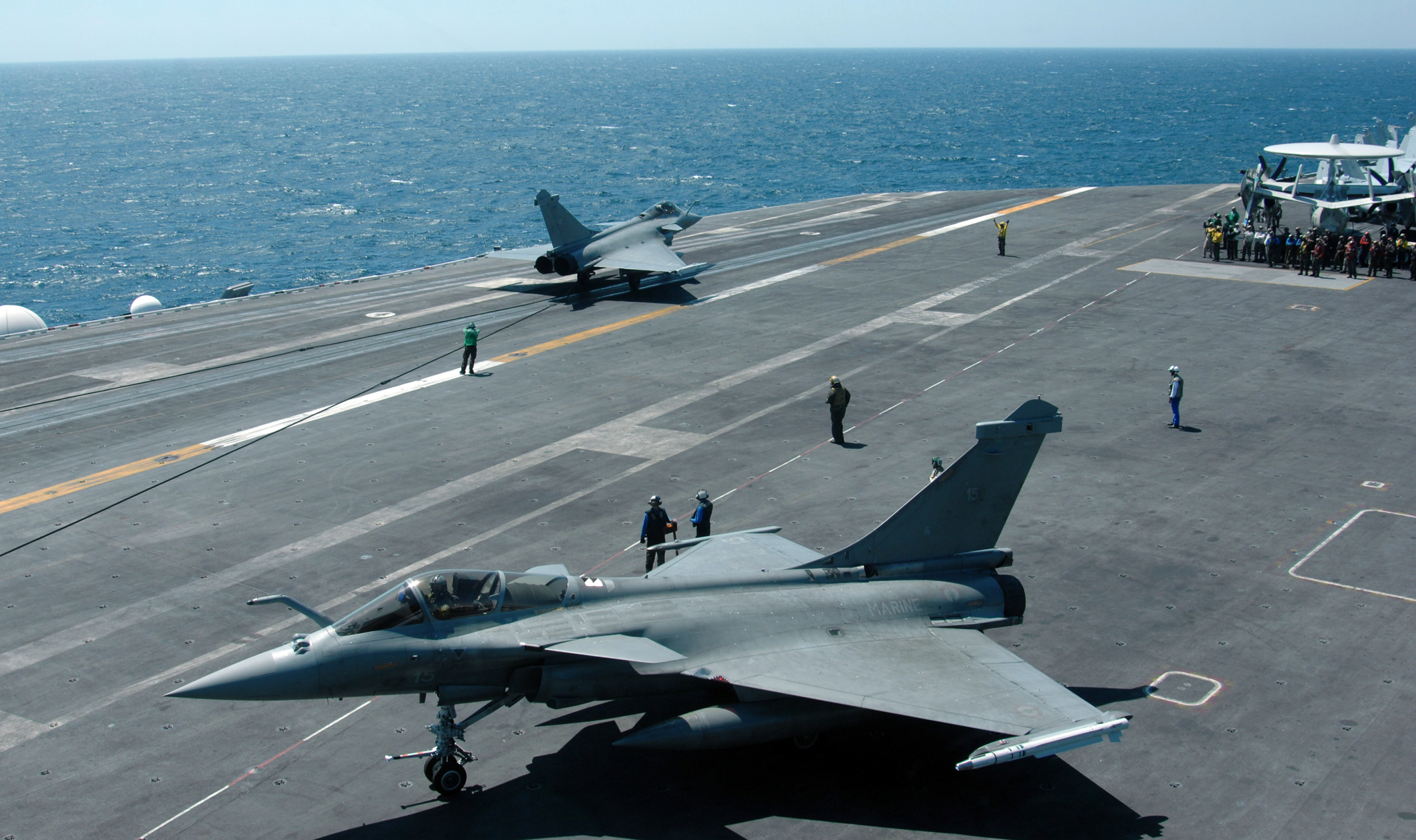
Rafale M在CVN-75（2008年5月21日）

Rafale的第一次戰鬥部署是2002年法國海軍的任務Mission Héraclès，作為法國對美國在阿富汗的持久自由行動的支援。但因為當時的Rafale只達F1標準，並無對地攻擊能力，所以只能作空中巡邏任務。
直到2007年，有6架Rafale新增了投放雷射導引炸彈功能，其中3架屬於空軍，部署在塔吉克的杜尚別，3架屬於海軍部署在戴高樂號航空母艦。但是，必須依靠幻象2000戰鬥機或超級軍旗攻擊機來“照射”目標。
第一次作戰任務在2007年3月12日開始，同月28日，3架Rafale M應荷蘭請求投下了GBU-12鋪路二式雷射導引炸彈，以支援在阿富汗南部的荷蘭部隊，該次是Rafale的第一次攻擊任務，同年4月1日，1/7普羅旺斯戰鬥機中隊的Rafale B F2向赫爾曼德省的塔利班投擲GBU-12鋪路二式雷射導引炸彈。

### 利比亞
在2011年3月19日，北約執行聯合國安全理事會第1973決議授權對利比亞的軍事行動，行動代號貿易風行動任務的主要目的是保護利比亞平民和設立禁飛區，法國的Rafale執行了偵察與打擊的任務，Rafale是首架在利比亞發動攻擊的飛機，首次任務是攻擊圍攻班加西的親格達費炮兵部隊。在利比亞執行任務期間，Rafale以自身的SPECTRA綜合電子戰系統對對方的防空系統進行壓制，無需依靠其他電子戰戰機的支援。
2011年3月24日一架Rafale摧毀了一架利比亞空軍的G-2教練機，在該決議的框架內，法國的Rafale參與了對親格達費部隊的作戰任務，並在至少摧毀了四架飛機和直升機。
任務其間，Rafale的配備為4枚雲母飛彈及3枚模組化空對地武器（AASM）Hammer炸彈、達摩克利斯瞄準夾艙及2個副油箱，飛行時間6小時，當中有空中加油。主要使用的武器為模組化空對地武器（AASM），重量由125至1000kg不等，容許Rafale以高空投放方式攻擊目標。其他使用的武器還有風暴之影巡航導彈，用以攻擊Al Jufra的空軍基地。
在226天的行動中，空軍的Rafale總計執行了1,039架次和總計4,539飛行小時，海軍執行了616架次和總計2,364個飛行小時的任務。約有45％（約850架次）與進攻性任務有關，其分佈大致如下：約有一半發射了武器，有45％用於偵察，有10％為空中加油。

### 馬利

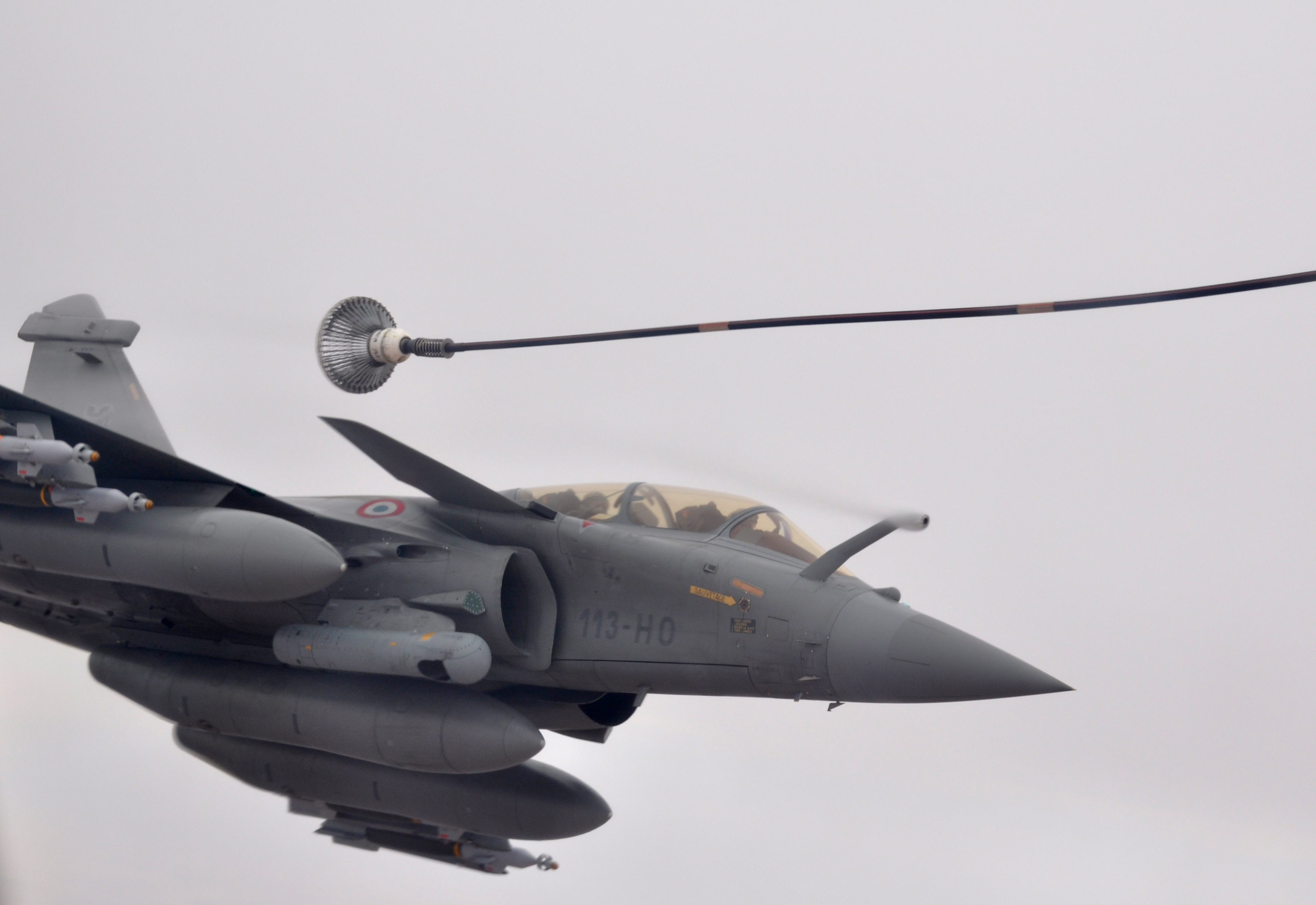
2013年3月17日在馬利進行的一次行動中，2/92 Aquitaine大隊的Rafale B 113-HO 進行空中加油。

2013年1月，法國參與了得到聯合國授權在馬利的軍事行動藪貓行動，在該行動中，4架Rafale從聖迪濟耶–羅賓森空軍基地（BA113）起飛後，飛行約3500公里進入馬利北部進行攻擊任務，完成後又飛行了約2000公里降落在恩賈梅納的空軍基地，這次突襲持續了9小時35分，需要加油5次，這是法國空軍史上距離最遠的突擊。
來自聖迪濟耶–羅賓森空軍基地的2架Rafale B和1架Rafale C ，以及來自蒙德馬桑空軍基地（BA118）的3架Rafale C被派駐至恩賈梅納空軍基地，以對來自馬利北部的伊斯蘭極端武裝分子進行作戰任務。
法國支持馬里政府軍對抗反政府的伊斯蘭極端武裝份子。參與行動的Rafale在1月13日由法國本土的基地起飛，攻擊位於馬利北部城市加奧內武裝份子的訓練營。

### 北約
2014年5月1日，4架法國空軍的Rafale進駐波蘭馬爾堡的22空軍基地參與北大西洋公約組織的波罗的海空中警戒任务。

### 伊拉克
在夏馬風行動中，9架位於迪哈夫拉空軍基地的戰鬥機參與了對伊斯蘭國的作戰任務，於2014年9月15日進行首次偵查，負責確認伊斯蘭國部隊的位置，以支援美軍的空襲行動，第一次轟炸則於9月19日進行。
戴高樂號航空母艦戰鬥群於2015年1月13日從土倫港起航，執行了約5個月的任務，2月23日，戴高樂號進入波斯灣，參加對伊拉克伊斯蘭國的空襲，Rafale M於2015年2月25日進行了首次攻擊。
2015年，法國與美國官員開始商討在2017年1月開始讓Rafale在美國的尼米茲級航母上執行作戰任務，以使法國海軍在戴高樂號在進行壽命中期大修及升级改裝期間仍然可以執行對付伊斯蘭國的任務。雖然Rafale早以驗證了能在美國的航艦升降，但實際的作戰行動還是第一次，18架Rafale M將部署在美國航艦，並讓出空間容納相關的支援人員、備用零件及軍需品。測試行動代號Chesapeake在2018年5月於執行布希號航空母艦，為期兩星期，參與的包括12架Rafale M（11F、12F、17F）、350名支援人員，相關人員在此前在Naval Air Station Oceana接受了為期兩個月的相關訓練。
2016年，由戴高樂號起飛的Rafale攻擊伊拉克境內的伊斯蘭國所屬目標。

### 敘利亞
2015年9月7日，2架Rafale開始在敘利亞上空進行偵察。
2018年4月，5架各攜帶了兩枚暴風影巡弋飛彈的Rafale B參與了2018年大馬士革和霍姆斯轟炸。

### 印度
2025年5月6日，印度与巴基斯坦爆发2025年印巴空战 。印度空军方面派出多架阵风战斗机参与行动，机上挂载了SCALP EG巡航导弹以及铁锤制导炸弹等精确制导武器对巴基斯坦境内数个目标展开空袭。不久后巴基斯坦方面称，包含3架阵风战斗机在内的5架印度战斗机和无人机被巴方击落。隔天CNN引述法国情报官员提供的信息，确认至少有一架阵风战斗机被击毁，法国方面正在评估潜在的更大战损。美国情报官员向路透社透露，印方至少有两架战斗机被击落。根据巴基斯坦军方的回应，空军使用歼-10CE战斗机发射多枚霹靂-15空对空导弹并击中目标。这是阵风战斗机首次在战斗中被击落的记录。
5月9日，巴基斯坦空军公布了5架飞机的具体坠毁地点，以及印方飞行员在被击落前在无线电频道的呼叫录音。印度军方最初否认己方任何战斗机在辛多尔行动中被击毁，但在不久后的一场记者会上隐晦的表达“战损是战争的一部分”，但同时也强调所有飞行员都已安全回家。
7月8日，空战发生两个月后，Opindia、第一邮报、世界一体新闻台和印度电视频道等印度媒体集中引述了一名叫瑞安·博登海默的前美军飞行员分析。声称两个月前的空战中，霹雳-15导弹击中的是一款名为X-Guard的诱饵装置。这款重30公斤的光纤拖拽式诱饵能在战斗机后方约100米处释放干扰信号，欺骗来袭的空空导弹。但此说法由印度众多主流媒体突然集中报道，并未得到第三方独立来源或各国情报机构的证实。

## 事故
- 2007年12月6日，一架Rafale B駕駛員發生空間迷向，戰機墜毀，飛行員喪生。
- 2009年9月24日，戴高樂航空母艦兩架Rafale M在空中對撞，一飛行員喪生。
- 2010年11月28日，戴高樂航空母艦兩架艦載Rafale M在支援阿富汗盟軍的行動中故障，墜入阿拉伯海，飛行員安全彈射。
- 2012年7月2日，在地中海聯合演習期間，一架戴高樂艦載Rafale M與美國F/A-18戰機纏鬥中墜入地中海，飛行員由艾森豪號航空母艦搜救直升機救出。
- 2024年8月14日，法国空军两架阵风战机在法國东部发生空中相撞，事故造成2名飞行员死亡，一名1名飞行员逃生。[140]

## 未來發展
法國國防部計劃讓Rafale服役至2070年，這意味著Rafale將會與未來的第六代戰機FCAS一起服役一段時期。但也有認為，若FCAS失敗，繼續提升Rafale的性能就是FCAS的後備方案。

## 技術規格

疾風戰機三面線條圖

疾風戰機的外掛點

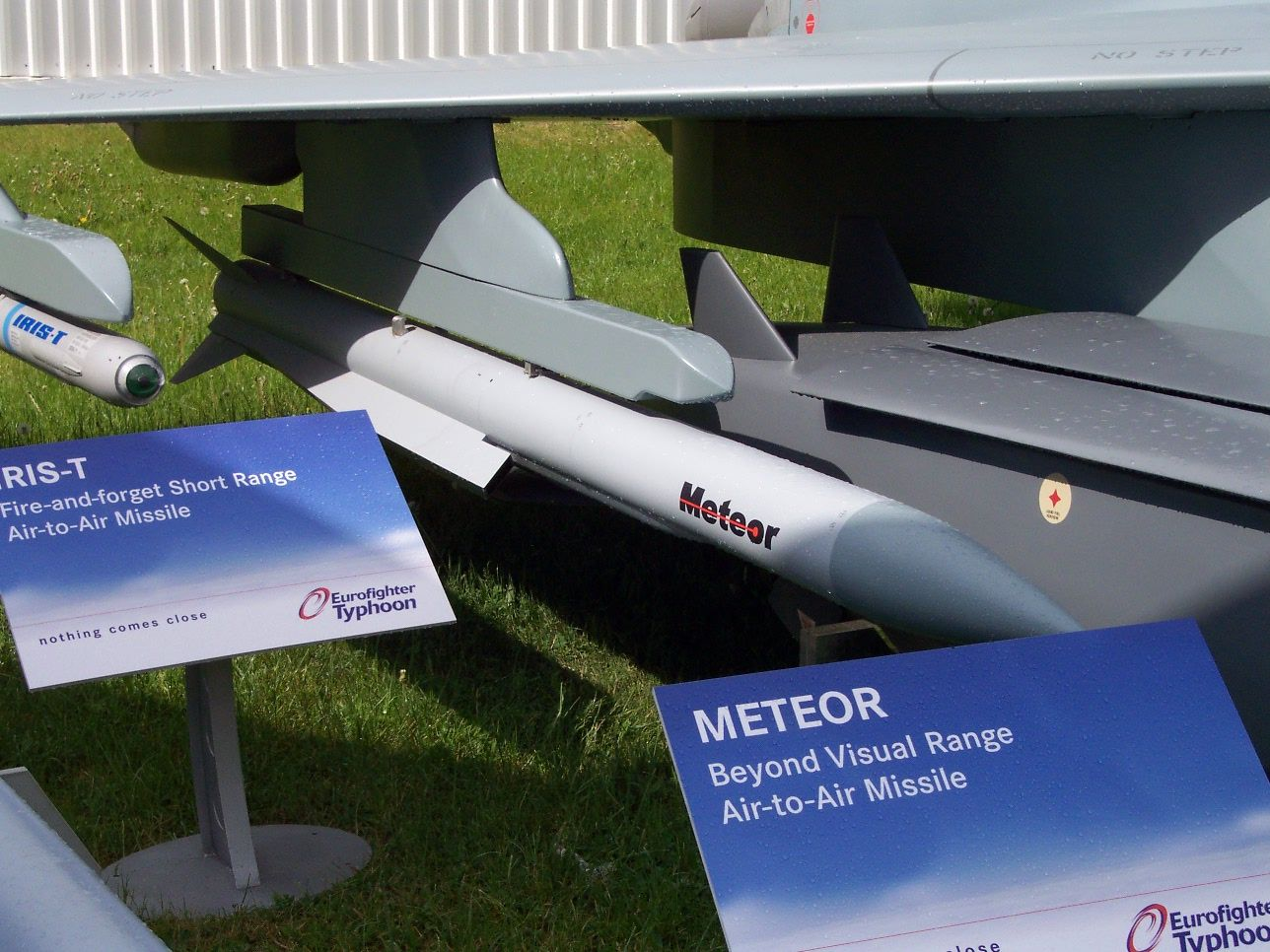
流星飛彈 （MBDA Meteor）視距外空對空飛彈

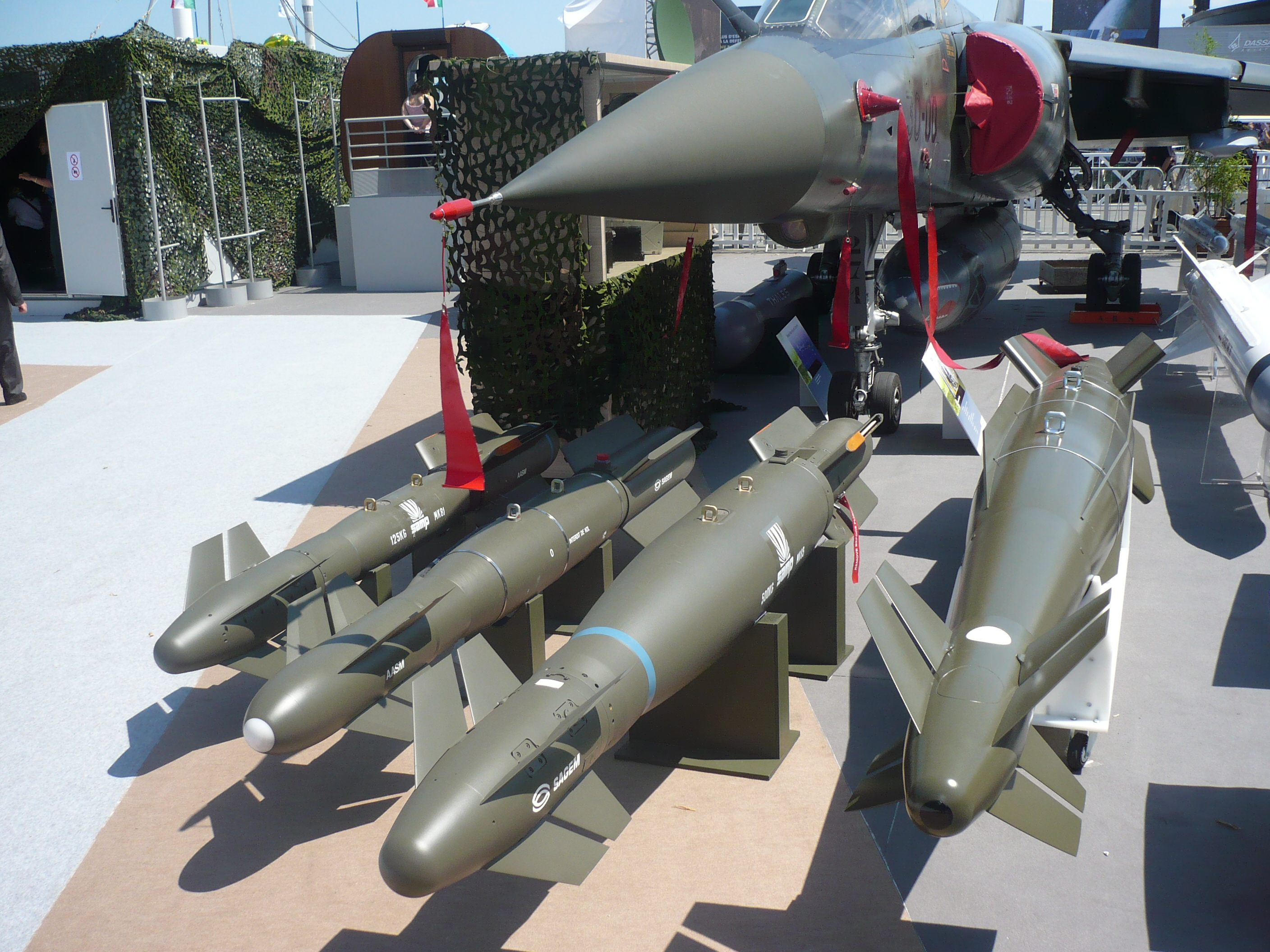
模組化空對地武器（AASM）（精確導引炸彈）

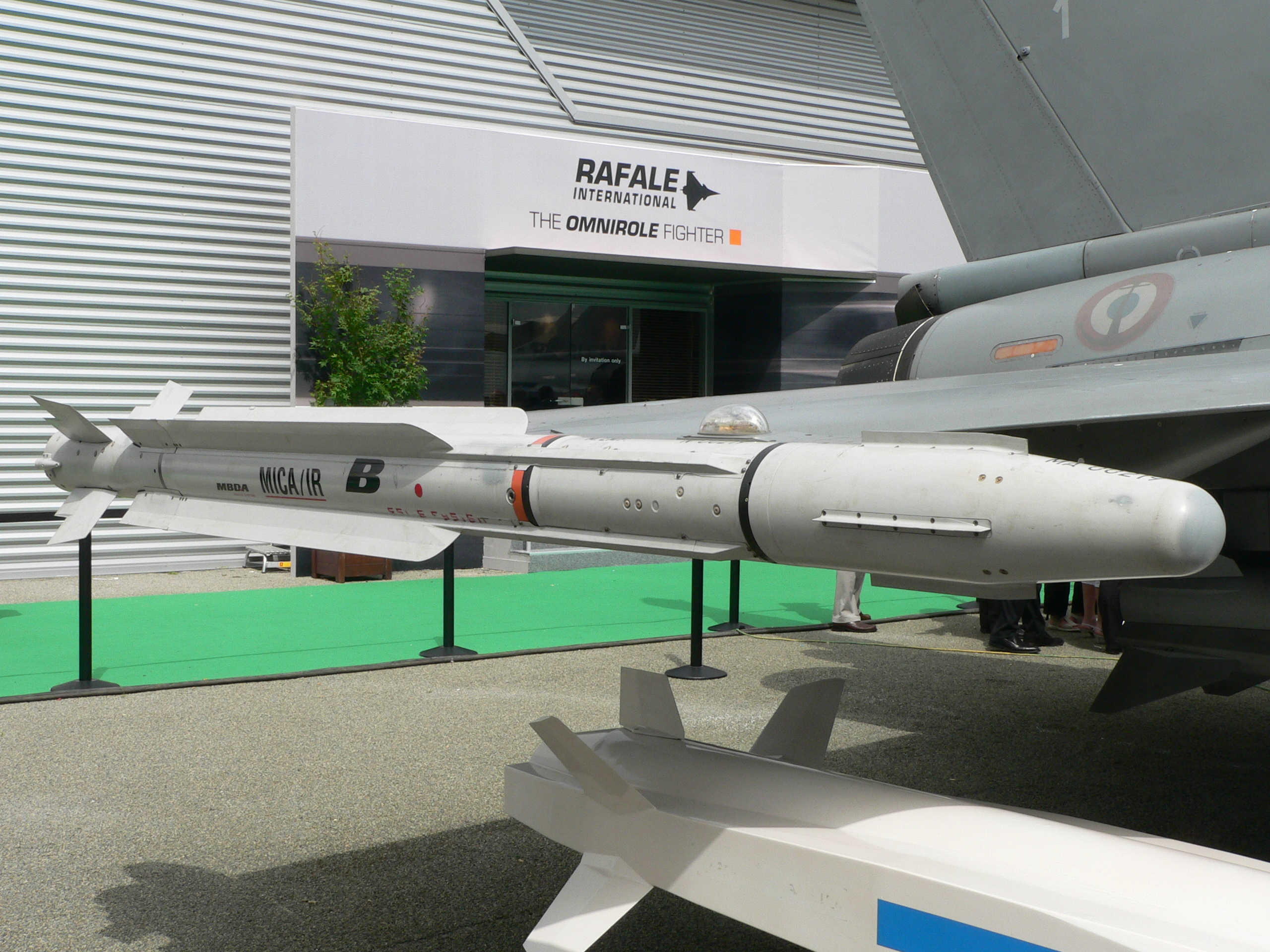
雲母（MICA）紅外線與中程紅外線或主動雷達導引空對空飛彈

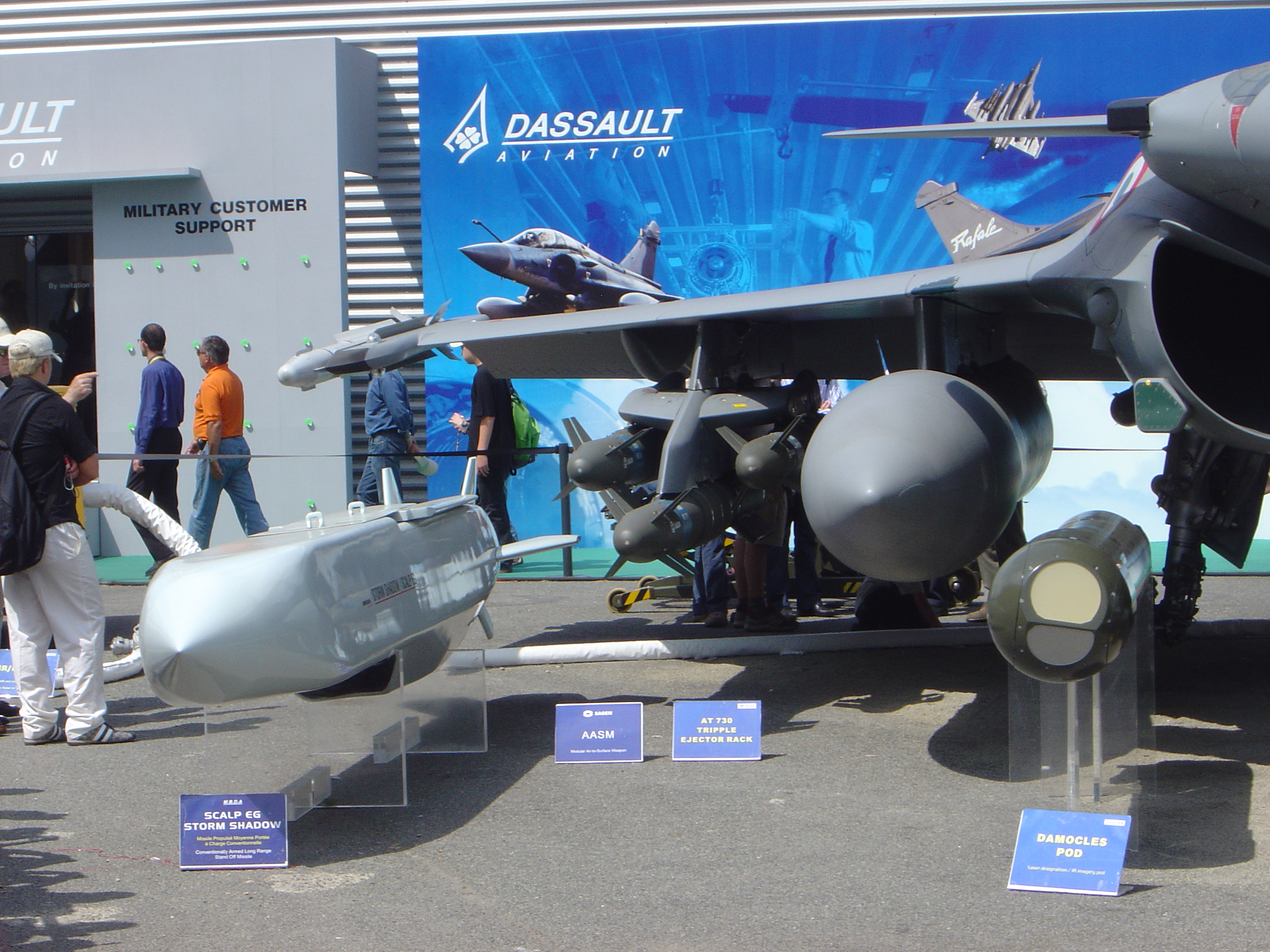
掛載副油箱、飛彈，連同電子作戰莢艙一起展示的Rafale

資料來源：Dassault Rafale characteristics,SuperfightersFrench Navy page

### 一般規格
- 乘員：1-2名
- 長度：15.27 米（50.1 呎）
- 翼展：10.90 米（35.9 呎）
- 高度：5.34 米（17.6 呎）
- 翼面積：45.7 米²（492 平方呎）
- 空重：9,850 公斤 （C）, 10,300 公斤 （B）, 10,600 公斤 （M）
- 一般起飛重量： 15,000 公斤（33,069磅）
- 最大起飛重量： 24,500 公斤（54,013 磅）
- 引擎：SNECMA 製 M88-2 噴射引擎 × 2

- 軍用推力：每具50.04 千牛頓 （11,250 磅力）
- 加後燃推力：每具75.62 千牛頓  （17,000 磅力）

### 飛行性能
- 最高速度：

高空：1.8馬赫 (1,912公里/時；1,188哩/時；1,032節)
低空：1.1馬赫 (1,390公里/時；860哩/時；750節)
- 航程：超過 3,700+ 公里 （2,300 海浬）
- 作戰半徑：1850 公里 （1,100 海浬；2具副油箱，4枚MICA AAM，12枚500磅炸彈，高-低-高 穿透打擊任務)
- 最大升限：15,835 米（51,952 英呎）
- 翼負荷：328 公斤/米²  （67磅/平方呎）
- 推重比：0.988 （雙座B型，100% 燃料, 4枚MICA AAM, 2枚紅外線空對空飛彈）

### 武器
- 固定武装：30 毫米 （1.18 吋） GIAT 30機炮（GIAT 30 M719B） 1門，儲彈量125發
- 掛架：14個（B/C），13個（M）及 9,500 公斤 （21,000磅）外置燃油

### 飛彈
- 空對空導彈：

- 雲母飛彈（MICA） 紅外線/中程 （短至中程，紅外線或主動雷達制導空對空飛彈）
- 魔術空對空飛彈（Magic 2）
- 流星飛彈（MBDA Meteor）（中程主動雷達制導4倍音速衝壓引擎空對空飛彈）

- 空對地飛彈：

- MBDA 阿帕契反跑道飛彈（MBDA Apache）
- 風暴影飛彈（SCALP EG）巡弋飛彈
- 模組化空對地武器（AASM）（精確導引炸彈）
- 鋪路者II雷射導引炸彈（GBU-12）（雷射導引炸彈）
- AM 39飛魚反艦飛彈（Exocet）
- ASMP-A飛彈（中程空對地核子巡弋飛彈）

- 其它：

- 達摩克利斯目標標定莢艙
- Talios瞄準夾艙
- Reco NG戰術偵察莢艙
- 副油箱，最多5個
- 空中加油管

### 航空及電子戰系統
- 泰勒斯公司RBE2雷達
- 泰勒斯公司SPECTRA綜合電子戰系統
- SAGEM 前扇區光電紅外搜索與追蹤系統（OSF）

## 類似機種
- 殲-10戰鬥機
- F-2戰鬥機
- 颱風戰鬥機
- 米格-35戰鬥機
- F/A-18E/F戰鬥機